# 准士官
准士官（じゅんしかん）とは、下士官出身者で士官に準じる待遇を受ける者の分類をいう。階級名としては、准尉（じゅんい）・特務曹長（とくむそうちょう）・兵曹長（へいそうちょう）などの語が当てられることが多い。
准士官の英訳には自衛隊の准尉などにwarrant officer(WO)が使われるがこの用語を使う英国、米国、NATO軍を構成する国などに置いて国、軍種、歴史的に准士官の階級は士官(commissioned officer)・下士官(non-commissioned officer NCO)とは別の系統の階級、最下級の士官もしくは最上級の下士官等、別に分類され異なる。またwarrant officerは士官見習(officer candidate, officer aspirant, officer designate)や士官候補生(officer cadet)とは別のものである。これらも国や軍種で法律的立場や階級は曖昧なものから兵卒・下士官、仮の士官まで様々である。

## 沿革
近代的軍隊草創期においては、士官は貴族・士族等の階層の出身者によって構成された。このことから、一般の下士官が士官に昇進することは困難であった。そのため、下士官の中で功労があり特別に処遇すべき者に、士官でもなく下士官でもない士官相当の待遇を与える必要が生じた。そこで、設けられたのが准士官の制度である。英国また後の米国でのWarrant Officer（米音でウォーラント オーフィサー、英音でウォラント・オフィサ）の名称と階級は初期英国王立海軍と共に発する。当時は軍人である貴族が艦長(captain)や海尉(lieutenant)となり、王または国家より委任(commission)を受けた士官(commissioned officer)として、民間から借上げた船に乗り込み指揮を取った。これらの士官達は多く船や航海等に関する知識や経験が乏しくその船の船長(master)や船員に航海や操船などの技術を頼った。その為本来軍の指揮系統では無いが、船の上級職である航海士、経理官、船医、従軍聖職者、水夫長、職人長などには一般水夫や兵士とは別の待遇と権限を与える為に王または国家より認可状(warrant)が与えられ、これがwarrant officer(准士官)となった。 米国のwarrant officerは現在もこの様な職能に基づく独立した階級である。英国海軍においてwarrant officerの役割・役職、階級、名称は兵器や装備の進歩、軍のシステムの変化(初期には海軍は民間商船を徴用し軍船とし後の時代でも艦長の責務・権限は船員の募集・徴募、給料、教育にまで及んでいた)等により士官と下士官にそれぞれ吸収されたり無くなったりした。西欧諸国では、准士官中を更に複数等級に分類する国が多い。

## 類型
NATO軍人階級符号では、WO-1からWO-5の符号が与えられているが、各国の定義する准士官と必ずしも一致しているわけではない。准士官制度のあり方は国によって様々であるが概ね次の類型に分けられる。
上級下士官型
准士官の階級は下士官に分類される。上級の下士官に士官に準ずる待遇を与える制度。現在の英国軍の准士官制度はこの上級下士官型に分類できる。
士官相当官型
准士官の階級は士官に分類される。1960年代までの英国海軍の准士官制度では、准士官は少尉相当官であった。1915年12月2日以降の日本海軍の特務士官はこの一種と見ることができる。
独立階級制度型
准士官の階級は士官・下士官のどちらにも分類されない。このような准士官制度の場合、NATO軍人階級符号では、WO-1からWO-5の符号が使用される。アメリカ軍の准士官制度は戦闘指揮を執る士官ではなく、軍務上必要な特殊技能を有する者を「上意下達型」の階級から切り離した独立階級制度型に分類できる。アメリカ軍の場合は、NATO軍人階級符号 OR-5以上の下士官は上級の下士官へ昇任する代わりに准士官へ転官することができる。
役職型
第二次世界大戦でのドイツ軍では「准尉」は階級でなく役職で、上級の曹長が任命された。これに対し同時期の武装親衛隊には「SS准尉」が階級として存在する。

## 上級下士官型

### 日本陸軍

#### 明治8年の日本陸軍
陸軍の准士官は、1875年（明治8年）9月24日に陸軍武官官等表を改正したときに砲兵科と工兵科に上等監護（じょうとうかんご）を置き、軍楽部を設けて楽長（がくちょう）を置き、その官等は上等監護、楽長を15等のうちの十等としこれを准士官としたのが始めである    。
このときの准士官は専門技術に関係する諸機関並び軍楽部に配置しており、これ先立って1874年（明治7年）11月に工兵方面を定めて各経営部を廃止し 、1875年（明治8年）2月に造兵司・武庫司の両司を廃止して、代わって砲兵本支廠を設置するなど 、専門技術に関係する諸機関を再編している。
砲兵科の上等監護は砲兵方面同本支廠に配置し、砲廠提理に直属する本局の課をそれぞれ上等監護1人に専管させた。第一課は専ら本省並びに支廠との往復及び近衛・諸鎮台・陸軍省所属の諸衙門と通報の事務を主管し、兼ねて本支廠内取り締まりの事を司どり、守門・使役並びに抱え人夫等の監視は皆これに属した。第二課は専ら本廠・支廠・属廠の製造諸務の経理・工程の進止・工銀の支払い・工夫の増減等をすべて諸監務より提理に提出するところの工程報告の記注・計算を司る。第三課は方面内諸部への支給を主管し、兼ねて本廠より支廠へ交付しもしくは支廠・属廠より本廠へ収納する等の諸色の件数を記注し、兼ねてその運搬の事務を管理することを司る。
工兵科の上等監護は、工兵方面に配置して工役長の等級に次ぎ、方面提理並びに園区長に属して専ら署務を助理するとした。また、上等監護の級次は曹長下副官の上にあって直ちに少尉につぐものとした。上等監護は提理もしくは園区長に属しその命を受けて専ら帳簿の記注と費用の会計とに任した。また命を受けて仕様設計案・予算案を作成して提理もしくは長の決裁をとりその経費の記注は一々査照してその号数を附し混親がないようにさせて、一箇月・一箇年の初め毎に前月・前年の支度月計表・年計表を作り所属長官を経て陸軍卿に提出させた。その提理に属する上等監護は方面所属の工具庫並びに図籍庫を管理してその収蔵を厳にし工具もしくは図籍の号数を記上し整然として混雑の煩わしさがないようにさせ、ただしその出納の権限は提理に在ってその命によってこれを出納し、かつ兼ねて両庫の鍵の収蔵に任じさせた。
|      |        | 砲兵科   | 工兵科   | 軍楽部       | 軍楽部 |
| ---- | ------ | -------- | -------- | ------------ | ------ |
| 十等 | 准士官 | 上等監護 | 上等監護 | 軍楽部准士官 | 楽長   |

1875年（明治8年）11月24日に陸軍武官服制を改正し准士官の服制を定めており、准士官の楽長や砲・工兵科上等監護の服制は少尉に準じたもので、正帽の縦横章の横線は少尉より1条少ない金線1条で縦線は尉官と同じ、頂上章の星章は尉官より一つ少ない1個、顎紐は士官と同じ、正衣には襟章があり縁辺に金線1条、縫製釦敷物入れ等尉官と全く同じ。

#### 明治10年の日本陸軍
1877年（明治10年）2月2日から陸軍各隊の下副官（かふくかん、）に在職中の曹長は准士官を以って処遇することになる  。
下副官の設置は准士官よりも古く明治2年頃にあっては總嚮導が後の下副官に等しいものであったが、版籍奉還の後の1870年10月26日（明治3年10月2日）に陸軍はフランス式を斟酌して常備兵を編制する方針を示して各藩の兵も陸軍はフランス式に基づき漸次改正編制させていったときに、歩兵大隊等の編制上の職務として下副官を置いている。
明治3・4・5年の頃にあって曹長は下副官の職を取るとされ、廃藩置県の後の1871年（明治4年8月）以後の陸軍においては、明治6年の陸軍武官俸給表では曹長の職務として下副官には増給があり 、明治8年の陸軍武官服制では下副官は曹長の職務の一分課であるけれども、下副官曹長の袖章は金線1条内記打3条で他の曹長よりも内記打を1条多くして区別していた。
その後、下副官に在職中の曹長は准士官を以って処遇することになったことから、1877年（明治10年）2月26日に陸軍武官服制を追加並びに改正し、諸兵下副官の服制は上等監護と同様の准士官のものに改められた。
1877年（明治10年）1月に官等を17等に増加しているが、1879年（明治12年）10月10日達陸軍武官官等表では准士官は引き続き十等としており、このとき官名に各兵科の名称を冠することにして、従前の上等監護はそれぞれ砲兵上等監護・工兵上等監護となる。
1877年（明治10年）1月29日から9月24日にかけて西南戦争があった。
1878年（明治11年）3月13日に陸軍少尉試補並びに会計軍吏試補・軍医試補・馬医試補の席次については、試補官が准士官の次席となっては職任上その当を得ないことから、試補官を准士官の上席と定めた 。
1881年（明治14年）4月28日に改正した陸軍武官進級条例では、砲・工兵並び軍楽部の准士官の進級に関する定めを設けた。
1883年（明治16年）5月4日太政官第21号達で陸軍武官官等表を改正した。
将官並びに相当官の他はすべて官名から陸軍の二字を除いた 。
軍楽部は楽長を軍楽長（ぐんがくちょう）に改めた 。
| 十等 | 准士官 | 砲兵上等監護 | 工兵上等監護 | 軍楽部准士官 | 軍楽長 |

1885年（明治18年）5月5日太政官第17号達により陸軍武官官等表を改正して軍楽長の官等を改めて九等に一等軍楽長を置き軍楽部士官とし、十等に二等軍楽長（にとう・ぐんがくちょう）を置き軍楽部准士官とした。
| 九等 | 軍楽部士官   | 一等軍楽長 一等 二等 |
| 十等 | 軍楽部准士官 | 二等軍楽長 一等 二等 |

#### 明治19年の日本陸軍
1886年（明治19年）3月9日勅令第4号で陸軍武官官等表を改正して再び官名に陸軍の2字を冠することとした  。
1886年（明治19年）3月12日陸軍省令乙第1号により陸軍各兵科武官へは文官より転任することが出来なくなる 。
1886年（明治19年）3月12日に高等官官等俸給令（明治19年勅令第6号）を定め、同年4月29日に判任官官等俸給令（明治19年勅令第36号）を定めて高等官と判任官は別の官等の枠組みをそれぞれ用いることになったことから、明治19年勅令第37号により陸軍准士官・下士の官等は10等に分けた判任官のうち判任一等より四等までとした 。
| 准士官 | 陸軍砲兵上等監護 | 陸軍工兵上等監護 | 軍楽部准士官 | 陸軍二等軍楽長 |

大日本帝国陸軍では、日本陸海軍の准士官は概ね判任官1等であり、大佐以下少尉以上に相当する奏任官とは明確に区別されていた。しかし、軍服は将校と全く同様の将校軍衣袴や将校軍刀といった軍装品を着用・佩用する事ができ、将校集会所に顔を出す事も出来る等、将校待遇がなされていた。
また陸軍給与令（明治23年勅令第67号）の施行後は、下士兵卒の給料を月額で定めるのに対し准士官以上は俸給を年額で定めた。ただし下副官などに在職中の准士官たる曹長は下士兵卒の給料に職務増俸を給した。
1887年（明治20年）10月18日勅令第54号により陸軍戸山学校条例を定めて教官補（きょうかんほ）を置き曹長（准士官）とした。
1888年（明治21年）5月12日に陸軍の編制を鎮台制から師団制に転換した。
1890年（明治23年）3月22日に判任官官等俸給令を改正・追加して判任官を6等に分けるが、陸軍准士官・下士の官等は判任一等より四等までとしたことに変更はない。
1891年（明治24年）7月24日に高等官任命及俸給令（明治24年勅令第82号）を定めて従前の高等官官等俸給令（明治19年勅令第6号）を廃止し、また判任官俸給令（明治24年勅令第83号）を定め判任官官等俸給令（明治19年勅令第36号）を廃止して、文武官の官等を廃止した 。
1891年（明治24年）12月28日に文武判任官等級表（明治24年勅令第249号）を定めて判任官を5等の等級に分け一等から五等までとし、この中で陸軍准士官は一等とした。
| 一等 | 陸軍砲工兵上等監護・陸軍二等軍楽長・下副官・教官補 |

1894年（明治27年）4月12日勅令第43号により文武判任官等級表を改正した。
| 一等 | 陸軍砲工兵上等監護 | 陸軍二等軍楽長 | 陸軍各兵曹長（下副官・教官補） |

#### 明治27年の日本陸軍
1894年（明治27年）7月16日勅令第103号により陸軍各兵曹長であって監視区長（かんしくちょう）である者は監視区長在職中はその身分を准士官とした 。
1894年（明治27年）7月16日勅令第104号により陸軍武官官等表を改正して特務曹長を設け、准士官の欄内、陸軍歩兵少尉・陸軍屯田歩兵少尉の区画の下に陸軍歩兵特務曹長、陸軍屯田歩兵特務曹長を、陸軍騎兵少尉・陸軍屯田騎兵少尉の区画の下に陸軍騎兵特務曹長・陸軍屯田騎兵特務曹長を、陸軍砲兵上等監護の前に陸軍砲兵特務曹長・陸軍屯田砲兵特務曹長を、陸軍工兵上等監護の前に陸軍工兵特務曹長・陸軍屯田工兵特務曹長を、陸軍輜重兵少尉の区画の下に陸軍輜重兵特務曹長を加えた 。従前は陸軍各兵曹長の職務として歩兵連隊編制では大隊本部・騎兵大隊編制では大隊本部・砲兵連隊編制では連隊本部・工兵大隊編制では大隊本部に下副官を各1人と中隊附を各1人、輜重兵大隊編制では大隊本部に下副官を1人と中隊附を各2人、対馬警備隊編制では司令部に下副官を1人と歩兵隊及び砲兵隊に隊附を各1人、屯田歩兵大隊編制では大隊本部に下副官を1人と中隊附を各1人、屯田騎兵隊編制・屯田砲兵隊編制・屯田工兵隊編成では隊附を各1人、憲兵隊編制では本部に下副官を各1人を置いて来たが、このとき部隊編制を変更して憲兵隊本部を除いて下副官を廃止し歩兵連隊編制・騎兵大隊編制・砲兵連隊編制・工兵大隊編制では中隊附の特務曹長を各1人と曹長を各1人、輜重兵大隊編制では大隊本部に曹長を1人と中隊附の特務曹長を各1人と曹長を各1人、対馬警備隊編制では歩兵隊及び砲兵隊の隊附の特務曹長を各1人と曹長を各1人、屯田歩兵大隊編制では中隊附の特務曹長を各1人と曹長を各1人、屯田騎兵隊編制・屯田砲兵隊編制・屯田工兵隊編制では隊附の特務曹長を各1人と曹長を各1人置くことにした。
陸軍准士官の身分取扱に関して、陸軍准士官である各兵特務曹長、砲兵上等監護、工兵上等監護及び二等軍楽長の身分取り扱いに陸軍将校分限令を準用することになる。
ただし、特務曹長の身分は准士官であるけれども営内居住になることから、特務曹長及び在職中准士官たる曹長は身分に関係しないものは総て下士の給与と同じとした。
特務曹長の呼称を用いたのは各兵科准士官のみで、呼称変更前の最終段階では憲兵・歩兵・騎兵・砲兵・工兵・航空兵・輜重兵の各特務曹長があった。特務曹長の名称を用いない准士官としては同じく最終的には砲兵科の陸軍砲兵上等工長及び工兵科の陸軍工兵上等工長の2つの他、各部には経理部の陸軍上等計手・陸軍上等縫工長・陸軍上等靴工長、衛生部の陸軍上等看護長・陸軍上等磨工長、獣医部の陸軍上等蹄鉄工長、軍楽部の陸軍楽長補の名称があった。
准尉・特務曹長は現役定限年齢が40歳であったが、そのまま予備役に編入され除隊する者、予備役少尉に進級して引続き在隊する者、志願して試験に合格し士官学校の少尉候補者教育を受け現役少尉に進級する者があった。また日露戦争時には幹部不足を補うため戦時特例として特務曹長の優秀者を少尉に特別進級させた。このため、日露戦後の各部隊の中隊には、この准士官から戦時特別任官した年寄の尉官が一定数居た（ただし、戦時中の士官学校生徒量産のため進級停滞が起り、特別任官者の昇進は中尉までが限界であった）。
兵科部隊の特務曹長（のちの准尉）は、通例中隊附諸官の一人として人事掛を務め、中隊事務室の筆頭としてこれを主宰し、下士官兵の人事を取扱った。兵の身上調査書を維持保管し、諸勤務の割当、進級転属賞罰の立案（決裁は中隊長）、内務班の管理を行い、その思惑ひとつで兵士の運命が決まるため、「人事の特さん」等と呼ばれ恐れられ、尉官でも新任の場合、隊内を知り尽くしている特務曹長には頭が上がらないことさえあった。特務曹長は中隊事務室に席を置く他、専用の個室を持つ場合があり、配員は各中隊に1人であったが、戦時の臨時編成部隊要員としてもう1名増員される時もあり、増員分は演習掛（兵の教育）・馬掛（歩兵砲や機関銃の中隊の如く馬匹のいる中隊）などを担当した。古参の特務曹長の給与は大尉とほぼ同じであったが、小さな一戸建の家を借り、そこから部隊に通うのが普通で、将校と比べるとつましい生活振りであった。現役定限年齢が40歳なので、大抵の者は早くから予備役編入後の生活設計を立てていた。
1894年（明治27年）7月25日から1895年（明治28年）4月17日にかけて日清戦争があった。
1895年（明治28年）に憲兵隊編制を改めて、憲兵隊本部に引き続き下副官（准士官）を置くほか、憲兵分隊の編制上の職務として伍長に加えて上等伍長（准士官）を置いて憲兵曹長を以ってこれらに充て、ただし上等伍長を置かないことが出来るとした。在職中の准士官である憲兵上等伍長の給与・服制は憲兵下副官と同じとした 。
1896年（明治29年）5月9日勅令第190号により陸軍武官官等表の中を改正し、准士官の欄内、陸軍屯田歩兵・陸軍屯田騎兵・陸軍屯田砲兵・陸軍屯田工兵の特務曹長を削る。
1898年（明治31年）には内地の治安が安定しかつ地方警察が発達したことから憲兵の平時定員を削減するとともに編制を改めて、憲兵隊本部の下副官及び憲兵分隊の上等伍長を廃止し、附則により従前の上等伍長である者であって改正勅令施行の際に伍長を命ぜられた者の身分取り扱い及び給与は服役期限満了まで従前の規定によるとした。

#### 明治32年の日本陸軍
1899年（明治32年）12月1日施行した勅令第411号により陸軍武官官等表の中の軍楽部士官・准士官の各欄を改正して、上等監護を上等工長（じょうとう・こうちょう）に、二等軍楽長を楽長補（がくちょうほ）に改めた。
明治32年勅令第412号により文武判任官等級表を改正し、一等の欄の専売局監視の次に陸軍各兵特務曹長並び相当官を加え、陸軍砲工兵上等監護を陸軍砲工兵上等工長に改め、陸軍二等軍楽長・陸軍各兵曹長（下副官・教官補）を削る。
|        |  |                  |                  |                  |                  |                  |                  |                    | 軍楽部士官   | 陸軍楽長   |
| 准士官 |  | 陸軍歩兵特務曹長 | 陸軍騎兵特務曹長 | 陸軍砲兵特務曹長 | 陸軍砲兵上等工長 | 陸軍工兵特務曹長 | 陸軍工兵上等工長 | 陸軍輜重兵特務曹長 | 軍楽部准士官 | 陸軍楽長補 |

1900年（明治33年）6月20日から1901年（明治34年）9月7日にかけて義和団の乱があった。
1902年（明治35年）2月1日に明治35勅令第11号を施行して陸軍武官官等表を改正して経理部准士官に上等計手（じょうとう・けいしゅ）を設けた。
| 各兵科准士官 |  | 陸軍歩兵特務曹長 | 陸軍騎兵特務曹長 | 陸軍砲兵特務曹長 | 陸軍砲兵上等工長 | 陸軍工兵特務曹長 | 陸軍工兵上等工長 | 陸軍輜重兵特務曹長 | 経理部准士官 | 陸軍上等計手 | 軍楽部准士官 | 陸軍楽長補 |

1902年（明治35年）10月13日勅令第222号により陸軍武官官等表を改正し、各兵科准士官の欄の陸軍歩兵特務曹長の区画の前に陸軍憲兵特務曹長を加えた。
1904年（明治37年）9月5日勅令第199号により陸軍武官官等表を改正し、経理部准士官及び陸軍上等計手を削除し、附則により発布の際における陸軍上等計手はなおその官を保有させてその制服及び身分取り扱いは全て従前の規定によるとした 。
1904年（明治37年）2月から1905年（明治38年）9月にかけて日露戦争があった。
1909年（明治42年）1月27日勅令第2号により陸軍武官官等表を改正し、再び経理部准士官に上等計手を設け、新たに衛生部准士官として上等看護長（じょうとう・かんごちょう）を設けた。
| 経理部准士官 | 陸軍上等計手 | 衛生部准士官 | 陸軍上等看護長 | 陸軍上等看護長 |  |  | 軍楽部准士官 | 陸軍楽長補 |

1910年（明治43年）6月17日に文武判任官等級令（明治43年勅令第267号）を定めて文武判任官等級表を廃止して、判任官の等級を4等に分けて一等から四等までとし、この中で陸軍准士官は一等とした。
|      | 陸軍准士官及び下士         | 陸軍准士官及び下士 |
| ---- | -------------------------- | ------------------ |
| 一等 | 陸軍各兵特務曹長及び相当官 | 陸軍砲工兵上等工長 |

1914年（大正3年）6月29日勅令第139号により陸軍武官官等表を改正し、獣医部准士官を設け上等蹄鉄工長（じょうとう・ていてつこうちょう）を置いた。
| 獣医部准士官 | 陸軍上等蹄鉄工長 |

1914年（大正3年）7月28日から第一次世界大戦が始まる。

#### 大正6年の日本陸軍
1917年（大正6年）8月1日勅令第95号により陸軍武官官等表を改正し、各兵科尉官（士官）の欄の憲兵科を除く陸軍各兵少尉の区画に陸軍各兵准尉を加えた。
このとき、高等官官等俸給令の別表第一表（文武高等官官等表）の陸軍省の部を改めた。
歩、騎、砲、工、輜重の各兵科には准尉という階級が1917年から1920年までの間にも存在した。ただし、この場合の准尉は士官であり准士官の特務曹長の上位であった。実役停年二年以上の現役特務曹長のうち優秀者を選抜し試験に合格した者が陸軍士官学校で教育を受け准尉となった。この制度は1920年に少尉候補者制度に改められた。
| 各兵科尉官 （士官） | 陸軍歩兵少尉 | 陸軍歩兵准尉 | 陸軍騎兵少尉 | 陸軍騎兵准尉 | 陸軍砲兵少尉 | 陸軍砲兵准尉 | 陸軍工兵少尉 | 陸軍工兵准尉 | 陸軍輜重兵少尉 | 陸軍輜重兵准尉 |

| 官等＼官庁 | 官等＼官庁 | 陸軍省   | 陸軍省   | 陸軍省         |
| ---------- | ---------- | -------- | -------- | -------------- |
| 勅任       | 親任       | 陸軍大将 | 陸軍大将 | 陸軍大将       |
| 勅任       | 一等       | 陸軍中将 | 陸軍中将 | 陸軍中将相当官 |
| 勅任       | 二等       | 陸軍少将 | 陸軍少将 | 陸軍少将相当官 |
| 奏任       | 三等       | 陸軍大佐 | 陸軍大佐 | 陸軍大佐相当官 |
| 奏任       | 四等       | 陸軍中佐 | 陸軍中佐 | 陸軍中佐相当官 |
| 奏任       | 五等       | 陸軍少佐 | 陸軍少佐 | 陸軍少佐相当官 |
| 奏任       | 六等       | 陸軍大尉 | 陸軍大尉 | 陸軍大尉相当官 |
| 奏任       | 七等       | 陸軍中尉 | 陸軍中尉 | 陸軍中尉相当官 |
| 奏任       | 八等       | 陸軍少尉 | 陸軍准尉 | 陸軍少尉相当官 |
| 奏任       | 九等       |          |          |                |

1918年（大正7年）8月12日にシベリア出兵する。
1918年（大正7年）11月11日に第一次世界大戦が終わる。

#### 大正9年の日本陸軍
1920年（大正9年）8月10日に大正9年勅令第241号を施行して陸軍武官官等表を改正し、各兵科尉官（士官）の欄の陸軍歩騎砲工輜重兵准尉を削除し、経理部准士官の欄の上等計手の次に上等縫工長（じょうとう・ほうこうちょう）・上等靴工長（じょうとう・かこうちょう）を加え、衛生部准士官の欄の上等看護長の次に上等磨工長（じょうとう・まこうちょう）を加えた。
このとき、高等官官等俸給令の別表第一表（文武高等官官等表）の陸軍省の部の陸軍准尉を削る。
准尉を廃止したときに、少尉候補者制度を導入して現役准士官から少尉を補充できるように改めた。
| 各兵科尉官 （士官） | 陸軍歩兵少尉 | 陸軍騎兵少尉 | 陸軍砲兵少尉 | 陸軍工兵少尉 | 陸軍輜重兵少尉 |

| 経理部准士官 | 陸軍上等計手 | 陸軍上等縫工長 | 陸軍上等靴工長 | 衛生部准士官 | 陸軍上等看護長 | 陸軍上等磨工長 |

1922年（大正11年）10月にシベリアから撤兵した。
1925年（大正14年）5月1日に大正14年勅令第160号を施行して陸軍武官官等表を改正し、航空兵を独立した兵科として、陸軍工兵大佐の項の次に陸軍航空兵大佐から陸軍航空兵伍長までを加えた。
| 各兵科准士官 | 陸軍航空兵特務曹長 |

1931年（昭和6年）9月18日に満洲事変が起こる。
1932年（昭和7年）1月28日に第一次上海事変が起こる。
1932年（昭和7年）3月1日から日ソ国境紛争が始る。

#### 昭和12年の日本陸軍
1937年（昭和12年）2月15日に昭和12年勅令第12号を施行して陸軍武官官等表を改正して准士官の官名はこれを一律に准尉とし、附則により現に附則第2項の表の上欄に掲げる官に在る者は辞令を用いず各その相当の下欄に掲げる官に任ぜられたものとし、従前の法令の中で附則第2項の表の上欄に掲げる官に関する規定は各その相当の下欄に掲げる官にこれを適用するとし、また従前の法令の中で附則第3項の表の上欄に掲げる者に関する規定は各その相当の下欄に掲げる者にこれを適用するとした。
このとき文武判任官等級令も改正している。
| 各兵科准士官 | 陸軍憲兵准尉 | 陸軍歩兵准尉 | 陸軍騎兵准尉 | 陸軍砲兵准尉 | 陸軍砲兵技術准尉 | 陸軍工兵准尉 | 陸軍工兵技術准尉 | 陸軍航空兵准尉 | 陸軍輜重兵准尉 | 経理部准士官 | 陸軍主計准尉 | 陸軍縫工准尉 | 陸軍装工准尉 | 衛生部准士官 | 陸軍衛生准尉 | 陸軍衛生准尉 | 陸軍療工准尉 | 獣医部准士官 | 陸軍獣医務准尉 | 陸軍獣医務准尉 | 軍楽部准士官 | 陸軍軍楽准尉 |

| 陸軍憲（歩、騎、砲、工、航空、輜重）兵特務曹長 | 陸軍砲（工）兵上等工長 | 陸軍上（一、二、三）等計手       | 陸軍上（一、二、三）等縫（靴）工長     | 陸軍上（一、二、三）等看護長     | 陸軍上（一、二、三）等磨工長     | 陸軍上（一、二、三）等蹄鉄工長     | 陸軍楽長補   |
| 陸軍憲（歩、騎、砲、工、航空、輜重）兵准尉     | 陸軍砲（工）兵技術准尉 | 陸軍主計准尉（曹長、軍曹、伍長） | 陸軍縫（装）工准尉（曹長、軍曹、伍長） | 陸軍衛生准尉（曹長、軍曹、伍長） | 陸軍療工准尉（曹長、軍曹、伍長） | 陸軍獣医務准尉（曹長、軍曹、伍長） | 陸軍軍楽准尉 |

| 砲（工）兵工長               | 計手               | 縫（靴）工長             | 看護長             | 磨工長             | 蹄鉄工長             |
| 砲（工）兵技術准士官、下士官 | 主計准士官、下士官 | 縫（装）工准士官、下士官 | 衛生准士官、下士官 | 療工准士官、下士官 | 獣医務准士官、下士官 |

|      | 陸軍准士官及び下士官 | 陸軍准士官及び下士官 |
| ---- | -------------------- | -------------------- |
| 一等 | 陸軍各兵科准尉       | 陸軍各部准尉         |

1937年（昭和12年）に陸軍各兵科准尉又は陸軍各部准尉という名称に変更した。終戦時に於ける准士官の種類としては兵科の准尉と憲兵准尉、技術部の技術准尉、経理部に主計・経技・建技の3種、衛生部の衛生准尉・療工准尉、獣医部の獣医務准尉、法務部の法務准尉、軍楽部の軍楽准尉があった。
1937年（昭和12年）7月から支那事変、8月から第二次上海事変があり日中戦争が始る。

#### 昭和15年の日本陸軍
1940年（昭和15年）9月15日に昭和15年勅令第580号を施行して陸軍武官官等表を改正し、兵科の区分を廃止して新たに技術部を設け、附則により現に附則第2項の表の上欄に掲げる官に在る者は辞令を用いず各その相当の下欄に掲げる官に任ぜられたものとし、従前の法令の中で附則第2項の表の上欄に掲げる官に関する規定は各その相当の下欄に掲げる官にこれを適用するとし、また従前の法令の中で附則第3項の表の上欄に掲げる者に関する規定は各その相当の下欄に掲げる者にこれを適用するとした。
このとき文武判任官等級令も改正している。
| 区分   | 兵科     | 兵科         | 技術部       | 技術部       | 経理部       | 経理部       | 経理部       | 衛生部 | 衛生部 | 衛生部 | 衛生部       | 衛生部       | 獣医部 | 獣医部         | 軍楽部       |
| ------ | -------- | ------------ | ------------ | ------------ | ------------ | ------------ | ------------ | ------ | ------ | ------ | ------------ | ------------ | ------ | -------------- | ------------ |
| 准士官 | 陸軍准尉 | 陸軍憲兵准尉 | 陸軍兵技准尉 | 陸軍航技准尉 | 陸軍主計准尉 | 陸軍縫工准尉 | 陸軍装工准尉 |        |        |        | 陸軍衛生准尉 | 陸軍療工准尉 |        | 陸軍獣医務准尉 | 陸軍軍楽准尉 |

| 陸軍歩兵准尉（曹長、軍曹、伍長） | 陸軍騎兵准尉（曹長、軍曹、伍長） | 陸軍砲兵准尉（曹長、軍曹、伍長） | 陸軍工兵准尉（曹長、軍曹、伍長） | 陸軍航空兵准尉（曹長、軍曹、伍長） | 陸軍輜重兵准尉（曹長、軍曹、伍長） | 陸軍砲兵技術准尉 | 陸軍工兵技術准尉 |
| 陸軍准尉（曹長、軍曹、伍長）     | 陸軍准尉（曹長、軍曹、伍長）     | 陸軍准尉（曹長、軍曹、伍長）     | 陸軍准尉（曹長、軍曹、伍長）     | 陸軍准尉（曹長、軍曹、伍長）       | 陸軍准尉（曹長、軍曹、伍長）       | 陸軍兵技准尉     | 陸軍兵技准尉     |

| 憲兵科准士官、下士官 | 歩兵科准士官、下士官 | 騎兵科准士官、下士官 | 砲兵科准士官、下士官 | 工兵科准士官、下士官 | 航空兵科准士官、下士官 | 輜重兵科准士官、下士官 | 各兵科准士官、下士官 | 砲、工兵技術准士官、下士官 |
| 憲兵准士官、下士官   | 兵科准士官、下士官   | 兵科准士官、下士官   | 兵科准士官、下士官   | 兵科准士官、下士官   | 兵科准士官、下士官     | 兵科准士官、下士官     | 兵科准士官、下士官   | 兵技准士官、下士官         |

|      | 陸軍准士官及び下士官 | 陸軍准士官及び下士官 | 陸軍准士官及び下士官 |
| ---- | -------------------- | -------------------- | -------------------- |
| 一等 | 陸軍准尉             | 陸軍憲兵准尉         | 陸軍各部准尉         |

1941年（昭和16年）12月のマレー作戦から対英米戦争（太平洋戦争・大東亜戦争）が始る。
1942年（昭和17年）4月1日に昭和17年勅令第297号を施行して陸軍武官官等表を改正し、陸軍法務官並びに建築関係技師及び技手を武官とし、附則により改正勅令施行の際現に縫、装工准尉の官に在る者は別に辞令を用いずに各経技准尉に任ぜられたものとし、従前の法令の中の縫、装工准尉、または縫、装工准士官に関する規定は、経技准尉、または経技准士官にこれを適用するとした。
| 区分   | 経理部       | 経理部       | 経理部       | 衛生部 | 衛生部 | 衛生部 | 衛生部       | 衛生部       | 獣医部 | 獣医部         | 法務部 | 軍楽部       |
| ------ | ------------ | ------------ | ------------ | ------ | ------ | ------ | ------------ | ------------ | ------ | -------------- | ------ | ------------ |
| 准士官 | 陸軍主計准尉 | 陸軍経技准尉 | 陸軍建技准尉 |        |        |        | 陸軍衛生准尉 | 陸軍療工准尉 |        | 陸軍獣医務准尉 |        | 陸軍軍楽准尉 |

1944年（昭和19年）8月10日に昭和19年勅令第448号を施行し陸軍武官官等表などの改正により、兵技及び航技の区分を撤廃し、附則により改正勅令施行の際現に附則第2項の表の上欄に掲げる官に在る者は別に辞令を用いず各その相当の下欄に掲げる官に任ぜられたものとし、従前の法令の中で附則第2項の表の上欄に掲げる官に関する規定は各その相当の下欄に掲げる官にこれを適用し、従前の法令の中で附則第4項の表の上欄に掲げる者に関する規定は各その相当の下欄に掲げる者にこれを適用するとした。
| 区分   | 技術部       |
| ------ | ------------ |
| 准士官 | 陸軍技術准尉 |

| 陸軍兵技准尉（曹長、軍曹、伍長） | 陸軍航技准尉（曹長、軍曹、伍長） |
| 陸軍技術准尉（曹長、軍曹、伍長） |                                  |

| 陸軍兵技准士官、下士官   | 陸軍航技准士官、下士官 |
| 陸軍技術部准士官、下士官 |                        |

1945年（昭和20年）6月1日に昭和20年勅令第295号を施行し陸軍武官官等表などの改正により、陸軍の法務部の准士官の制度を創始した。
| 区分   | 法務部 | 法務部 | 法務部       |
| ------ | ------ | ------ | ------------ |
| 准士官 |        |        | 陸軍法務准尉 |

#### 昭和21年日本陸軍武官廃止
1946年（昭和21年）6月15日勅令第319号により陸軍武官官等表等を廃止する勅令を定め、これにより陸軍武官の官等を廃止し、ただし附則により廃止勅令施行の際現に陸軍に属し復員していない者に関しては、旧令は廃止勅令施行後もその者の復員するまでなおその効力を有するとした。
1947年（昭和22年）政令第52号によりポツダム宣言の受諾に伴い発する命令に関する件に基き陸軍刑法を廃止する等を実施し、これにより陸軍武官の官等は消滅し、附則により廃止政令施行の際現に陸海軍に属し復員していない者は、その者の復員するまで、従前の業務に相当する未復員者としての業務に秩序を保って従事するものとした。
| 区分   | 兵科     | 兵科         | 技術部       | 経理部       | 経理部       | 経理部       | 衛生部 | 衛生部 | 衛生部 | 衛生部       | 衛生部       | 獣医部 | 獣医部         | 法務部 | 法務部 | 法務部       | 軍楽部       |
| ------ | -------- | ------------ | ------------ | ------------ | ------------ | ------------ | ------ | ------ | ------ | ------------ | ------------ | ------ | -------------- | ------ | ------ | ------------ | ------------ |
| 准士官 | 陸軍准尉 | 陸軍憲兵准尉 | 陸軍技術准尉 | 陸軍主計准尉 | 陸軍経技准尉 | 陸軍建技准尉 |        |        |        | 陸軍衛生准尉 | 陸軍療工准尉 |        | 陸軍獣医務准尉 |        |        | 陸軍法務准尉 | 陸軍軍楽准尉 |

| [ 注 42 ] | [ 注 42 ] | 1894年             | 1894年    | 1917年             | 1917年   | 1920年    | 1937年 | 1937年    |
| --------- | --------- | ------------------ | --------- | ------------------ | -------- | --------- | ------ | --------- |
| 高等官    |           | 各兵科尉官（士官） |           | 各兵科尉官（士官） |          |           | 尉官   |           |
| 高等官    |           | 各兵科尉官（士官） |           | 各兵科尉官（士官） |          |           | 尉官   |           |
| 高等官    | 八等      | 各兵科尉官（士官） | [ 注 43 ] | 各兵科尉官（士官） | 准尉     | [ 注 45 ] | 尉官   | [ 注 46 ] |
| 高等官    | 九等      |                    |           |                    |          |           |        |           |
| 判任官    | 一等      | 准士官             | 特務曹長  | 各兵科准士官       | 特務曹長 | 特務曹長  | 准士官 | 准尉      |

### 日本海軍

#### 准士官を設置する前の日本海軍
海軍の准士官は明治9年に官等15等のうちの十等を准士官に分類したことが始めで、このときの准士官には明治19年以後は各候補生にあたる少尉補・軍医副・秘書副・主計副・機関士副と、下士から進級する掌砲上長・水兵上長・木工上長・楽長が混在している 。これらはこのとき初めて置いたものではなく、その前身は明治9年以前からあるものなのでこの節において概観する。
海軍では、明治元年から明治3年・明治4年の際に政府直隷の艦船及び旧諸藩より献納した艦船における乗組員の官職名のうち実地軍人の職務に従事していたものは、官等表に掲載する純然たる本官ではなくとも服役年計算の際に総て軍人として取り扱うことにしており 、艦船乗組員の官職名のうち准士官以上と看做すものには艦長、副長、機関長、機関士、機関副長、並士官、医師士官、出納方、あるいは一等士官・同格、二等士官・同格、三等士官・同格、士官助、出納士官等がある   。しかしこの准士官以上と見做すものについて士官以上と准士官を区別していない。
明治3・4年の際に官等表に掲げていない海軍艦船乗組定員の中にある筆生（ひつせい）の職名については、1888年（明治21年）に海軍大臣の請議による閣議に於いて筆生の身分は明治21年頃の准士官に相当し実際軍人の職に従事していたことから上記の官職名と同様に軍人としている。
海軍はイギリス式を斟酌して編制する方針を1870年10月26日（明治3年10月2日）に示してている。
1871年2月11日（明治3年12月22日）に海軍服制を定めて軍服や階級章を規定した。将士の部、下等士官以下の部と図面があり、将士の部で大将から少尉までに加えて少尉試補（しょういしほ）と生徒までの服制を定めた。図面にはその形状が描かれている。
明治4年8月に兵部省官等表を定め、官等15等を設け八等以下を判任として少尉は十等とし、曹長は十一等とした 。
兵部省軍医寮に軍医試補（ぐんいしほ）を置き十一等とした。
1872年2月20日（明治5年1月12日）に兵部省が定めた外国と国内の海軍武官の呼称によると、ソブリューテナントを少尉に、ウオルラント・ヲフヰサルを曹長に、ミットシップメンを少尉試補に、チーフ・ペッチー・ヲフヰサルを権曹長に対応させている。
1872年5月23日（明治5年4月17日）に海軍省は海軍の官名について諸艦船とも英国海軍官名録の通りに唱えさせることにした 。
英国海軍官名録に掲載されている中に准士官に当たる名称として中等官員（ちゅうとう・かんいん、Warrant officers）があり、また各候補生及び生徒に当たる名称として属員 (Subordinate officers) がある。
1872年10月3日（明治5年9月1日）に軍艦乗組官等表を施行し、中等士官（ちゅとうしかん）に一等中士（いっとうちゅうし）・二等中士（にとうちゅうし）を設け、少尉・曹長に相当し、すなわち十等より十一等までにあたる。一等中士に、艦内教授役（かんないきょうじゅやく）、掌砲上長（しょうほうじょうちょう）、水夫上長（すいふじょうちょう）、木工上長（もっこうじょうちょう）を置きこの3つを三上長（さんじょうちょう）と言い、二等中士に艦内教授役介（かんないきょうじゅやくすけ）・肝煎（きもいり）・筆生・掌砲長（しょうほうちょう）・水夫長（すいふちょう）・木工長（もっこうちょう）・機関士副（きかんしふく）を置いた。
海軍諸表便覧の皇国英国海軍官名比較表では軍艦乗組官等表の一等中士・二等中士を、英国海軍官名録の中等官員等に対応させている。
一等中士以下を乗艦の官員に充て、曹長以下を海兵官員に充てることとした 。
1872年10月31日（明治5年9月29日）に海軍中等士官以下の服制を定める。
| 少尉相当 | 一等中士 | 艦内教授役   |      |      | 掌砲上長 | 水夫上長 | 木工上長 | 小機関士 |
| 曹長相当 | 二等中士 | 艦内教授役介 | 肝煎 | 筆生 | 掌砲長   | 水夫長   | 木工長   | 機関士副 |

明治5年10月の海軍省官等表では、海軍省会計局に主計副（しゅけいふく）を、軍医寮に軍医副（ぐんいふく）を、機関司に機関士副を置き十一等とした 。また、権中録（ごんちゅうさかん）・軍医副並びに主計副の3官は曹長相当であるところ、すべて艦内に於いては少尉の末席として少尉相当の取り扱いをすることにした。
海兵隊では砲歩兵隊の官等を定め、楽隊長（がくたいちょう）を置き十一等とした  。
1873年（明治6年）2月12日に海軍武官の人事に関して達方手順大概を定め、中等士官・下等士官は降級・昇級を海軍省にて達、乗組替えを管轄長にて達とした。
『海軍制度沿革』では特務士官の沿革や准士官の沿革の中で、この頃の中等士官・下等士官である掌砲上長、水夫上長、木工上長、掌砲長、水夫長、木工長、機関士副、楽隊長などを後の准士官及び特務士官に対応させている。
1873年（明治6年）5月に大将以下少尉までを1等進めて少尉を九等とし、十等を空けて曹長を十一等とした 。
1873年（明治6年）6月29日に海軍省官等表を改定し、秘史局・軍務局に秘書副（ひしょふく）を置き十等とし、会計局の主計副を1等進め十等とした。機関司を廃止して代わりに主船寮を置き機関士副は廃止した。軍医寮の軍医副を1等進めて十等とした。
秘書副、主計副、軍医副の3つを三副（さんふく）と言う。
また、秘書・主計・軍医・機関の4官を以て乗艦文官あるいは乗艦の四文官と称した  。
1873年（明治6年）8月8日、将官・上長官・士官・下士の分類を設けた 。機関士副を再置して下士に分類した 。中士の名称を廃止し、十一等から十五等までを下士に分類した 。
|        |      |  |              |      |          |          |          |          | 海兵部 | 海兵部 | 軍医科 | 秘書科 | 主計科 | 機関科   |
| ------ | ---- |  | ------------ | ---- | -------- | -------- | -------- | -------- | ------ | ------ | ------ | ------ | ------ | -------- |
| 十等   |      |  | 艦内教授役   |      |          | 掌砲上長 | 水夫上長 | 木工上長 |        |        | 軍医副 | 秘書副 | 主計副 |          |
| 十一等 | 下士 |  | 艦内教授役介 | 警吏 | 一等筆生 | 掌砲長   | 水夫長   | 木工長   | 曹長   | 楽隊長 |        |        |        | 機関士副 |

1873年（明治6年）8月22日に仮に置くところの「少尉試補」を「少尉補（しょういほ）」に改称した  。このときの少尉補は海軍省限りで命じるところとし、官等には列しなかった  。
1874年（明治7年）5月13日、機関科に機関士補（きかんしほ）を置いたが、官等には列しなかった   。5月、秘史局・軍務局を廃止した。台湾出兵（明治7年）は、この頃である。
1875年（明治8年）11月12日に海軍武官及文官服制（明治6年11月改定）を布告した。海軍武官服制 、海軍文官服制 などの全5部を構成した。
1876年（明治9年）7月5日達第69号により、楽長を10等として翌月に准士官となり、楽次長を11等とした   。そして楽長・楽次長に各1等・2等の区別を設ける  。

#### 明治9年8月の日本海軍
1876年（明治9年）8月31日太政官第113号布告により海軍文武官等表を改正し、十等を准士官とし、少尉補はこれまでの海軍省限りで命じるものから本官に改めて十等としたことで准士官になる  。軍医科の軍医副、秘書科の秘書副、主計科の主計副は十等であるので准士官となる。機関科の機関士補はその名称を機関士副と入れ換えてかつ海軍省限りで命じるものから本官に改めて十等としたことで、機関士副が准士官となり機関士補は十一等の下士となる  。軍医副、秘書副、主計副、機関士副の4つを四副と言う。
十等である掌砲上長・水兵上長（すいへいじょうちょう）・木工上長の三上長もまた准士官となる 。この月に海兵を解隊して水夫に採用し改めて「水夫」は「水兵」に改称した    。
官等表に軍楽科を設け、軍楽科を武官にした。
| 文官   | 文官   | 文官     | 文官     | 武官   | 武官   | 武官       | 武官     | 武官     | 武官     | 武官     | 武官   | 武官   |        |        |        |          |
| 本省   | 本省   | 本省     | 裁判所   |        |        |            |          |          |          |          | 海兵部 | 軍楽科 | 軍医科 | 秘書科 | 主計科 | 機関科   |
| ------ | ------ | -------- | -------- | ------ | ------ | ---------- | -------- | -------- | -------- | -------- | ------ | ------ | ------ | ------ | ------ | -------- |
| 十等   | 中録   | 少師     | 少主理   | 準士官 | 少尉補 |            |          | 掌砲上長 | 水兵上長 | 木工上長 |        | 楽長   | 軍医副 | 秘書副 | 主計副 | 機関士副 |
| 十一等 | 権中録 | 一等工長 | 一等書記 | 下士   |        | 艦内教授役 | 一等筆記 | 掌砲長   | 水兵長   | 木工長   | 曹長   | 楽次長 |        |        |        | 機関士補 |

西南戦争（明治10年）はこの頃である。

#### 明治15年6月の日本海軍
1882年（明治15年）6月、秘書科の科目とその秘書副を廃止した 。
機関士副を機関士補に改称して十等とした 。
軍医副を軍医補（ぐんいほ）に改称した 。
主計副を主計補（しゅけいほ）に改称した 。
機関士補、軍医補、主計補の3つを三補と言い、機関・軍医・主計の3部を武官に属す。このときに四文官を武官制に改めた。
また、各部の並びも機関部を軍医部よりも前に置いた。なお、機関・軍医・主計の3部の九等以上を准将校と称すが、十等の准士官は将校・准将校の枠内ではない。
九等・十等を准士官と称し、下士を3等に分けて十一等から十三等までに充て、共に判任とした。
従前の機関士補は廃止して機関工上長（きかんこうじょうちょう）・機関工長（きかんこうちょう）・一等・二等・三等機関工手を置いた。機関室の職工については官が欠けていたので火夫長以下の中よりこれに充てて置いたけれども、元来火夫と職工とはその質が異なるため実際にその職を専掌する者がいないと大いに不便をきたし、かつ従前の機関士補は多く火夫長より昇任する者であって木工に於ける上長ような立場になるのでその名称は不適当であることから、機関工上長・機関工長・一等・二等・三等機関工手を置き機関士補は廃止した。
掌砲上長・水兵上長・木工上長・機関工上長は九等としてこれを四上長（しじょうちょう）と言い、掌砲長・水兵長（すいへいちょう）・木工長・機関工長は十等としてこれを四長（しちょう）と言いこれまた准士官に加えた 。
| 十等 | 判任 | 准士官 | 少尉補 |  | 機関士補 |  | 軍医補 |  | 主計補 |

| 九等 | 判任 | 准士官 | 准士官 | 掌砲上長 | 水兵上長 | 木工上長 |  |  |  |  |  | 機関工上長 |  |  |  |  |  |  |  |      |
| 十等 | 判任 | 准士官 | 准士官 | 掌砲長   | 水兵長   | 木工長   |  |  |  |  |  | 機関工長   |  |  |  |  |  |  |  | 楽長 |

1884年（明治17年）4月14日に海軍将校准将校准士官進級条例を定め、進級に必要な実役停年や停年名簿及び抜擢名簿の作成などを規定した。
軍級の秩序は准士官に在っては掌砲上長・水兵上長・木工上長・機関工上長・少尉補・機関士補・軍医補・主計補・掌砲長・水兵長・木工長・機関工長・楽長とし、少尉補から少尉へ、機関士補から少機関士へ、軍医補から少軍医へ、主計補から少主計へ、掌砲長から掌砲上長へ、水兵長から水兵上長へ、木工長から木工上長へ、機関工長から機関工上長への進級に必要な実役停年を定めた。
1884年（明治17年）7月11日太政官第64号達で海軍武官官等表を改正し、掌砲上長・掌砲長・水兵上長・水兵長を廃止して一等兵曹の上に兵曹上長（へいそうじょうちょう）・兵曹長（へいそうちょう）を置き、兵曹上長は九等、兵曹長は十等とした。
兵曹上長、木工上長、機関工上長の3つを三上長と言い、兵曹長、木工長、機関工長の3つを三長と言う。
| 九等 | 判任 | 准士官 | 兵曹上長 |
| 十等 | 判任 | 准士官 | 兵曹長   |

1884年（明治17年）の軍艦職員条例や1885年（明治18年）の横須賀屯営条例、運用術練習艦条例、浦賀屯営条例、横須賀屯営及石川丸第一回漕丸定員表によれば、准士官を以て充てる軍艦の職員及び屯営の職員並びにその職掌には以下のものがあった。
少尉補
少尉補は航海士・分隊士の勤務を見習うよう努めた。ただし特に命ぜられた事件に於いては責任を有するものとした。
機関士補
機関士補は機関士の勤務を見習うよう努めた。ただし特に命ぜられた事件に於いては責任を有するものとした。
主計補
主計補は主計の勤務を見習うよう努めた。ただし特に命ぜられた事件に於いては責任を有するものとした。
掌砲長
掌砲長は兵曹上長あるいは兵曹長を以てこれに充てる。掌砲長は兵器・弾薬を保護・出納し、弾薬庫を整頓し、兵具庫を管理し及び主管に属する需要物品を出納することを任とした。掌砲長は砲術長の監督に属し、砲術長が不在のときは砲術の教授に関する事務に任するものとした。掌砲長は主管の職務に於いては兵器工長以下の諸員を監督し、かつその行状・技倆を詳知するよう努めた。軍艦職員の中で掌砲長は砲術練習艦において卒業の者を用いた。横須賀鎮守府に属する横須賀屯営及び浦賀屯営（共に海兵団の前身）では、掌砲長の中の一人は兵器・弾薬を保護・整頓しその主管に属する需要物品を出納し、一人は砲術の教授を担任した。
掌水雷長
掌水雷長は兵曹上長あるいは兵曹長を以てこれに充てる。掌水雷長は水雷、水雷装薬、電気信管及び電纜を保護し、水雷薬庫を整頓し、水雷具庫を管理することを任とした。掌水雷長は水雷長の監督に属し、水雷長が不在のときは砲術長の監督に属するものとした。掌水雷長は主管の職務に於いては掌水雷長属以下の諸員を監督し、かつその行状・技倆を詳知するように努めた。軍艦職員の中で掌水雷長は水雷教科を卒業の者を用いた。
掌帆長
掌帆長は兵曹上長あるいは兵曹長を以てこれに充てる。掌帆長は帆、綱、錨、錨鎖その他の船具を保護し、帆庫・綱具庫を整頓し、船具庫を管理し及び主管に属する需要物品を出納することを任とした。掌帆長は主管の職務に於いては船艙手・帆縫手以下の諸員を監督し、かつその行状・技倆を詳知するように努めた。掌帆長は 常に甲板上の事業に注目し下士以下の諸員の動作を監視するように努めた。横須賀屯営及び浦賀屯営では、掌帆長の中の一人は帆、綱、端舟その他の船具を保護・整頓しその主管に属する需要物品を出納し、一人は運用術の教授を担任した。運用術練習艦では、掌帆長は各分隊長に分属して運用術の教授に従事し、また軍艦職員条例の掌帆長の職務を担任する。
木工上長・木工長
木工上長・木工長は船体、檣桁（マスト、帆桁）、端舟（Ship's boat、後の装載艇）等を保護し、その破損を修理し、また喞筒を整頓し、工具庫・塗具庫を管理し及び主管に属する需要物品を出納することを任とした。木工上長・木工長は主管の職務に於いては木工長属・鍛冶長・塗工長・桶工長以下の諸員を監督し、かつその行状・技倆を詳知するように努めた。横須賀屯営では、木工上長あるいは木工長の中の一人は端舟の保護、営内の匠作を担任しその主管に属する需要物品を保護・出納し、若干人は木工の教授を担任する。浦賀屯営では、木工長は端舟の保護、営内の匠作を担任しその主管に属する需要物品を保護・出納した。
機関工上長・機関工長
機関工上長・機関工長は機関各部を分担しその修理・保存の事を掌り、また交番当直するを任とした。機関工上長・機関工長はその職務に於いては機関長の監督を受けるものとした。機関工上長・機関工長は主管の職務に於いては火夫長以下の諸員を監督し、かつその行状・技倆を詳知するように努めた。横須賀屯営では、機関工上長あるいは機関工長は屯営附属の蒸気艦船の機関の事を担任する。
1886年（明治19年）3月12日に高等官官等俸給令（明治19年勅令第6号）を定め、同年4月29日に判任官官等俸給令（明治19年勅令第36号）を定めて高等官と判任官は別の官等の枠組みをそれぞれ用いることになったことから、1886年（明治19年）4月29日勅令第37号により少尉は奏任六等とし、尉官の相当官もまた同じとし、海軍准士官・下士の官等は10等に分けた判任官のうち判任一等より五等までとした 。

#### 明治19年7月の日本海軍
1886年（明治19年）7月12日勅令第52号により海軍武官官等表を改正して、准士官に上等技工（じょうとう・ぎこう）を加え。
従来海軍の准士官は2等あったところ1等に改めた 。少尉補・機関士補・軍医補・主計補については従来は海軍武官官等表に掲載してあるけれども、みな試補官になるのでこれを除いた 。
1886年（明治19年）7月13日海軍省令第59号により辞令書を下付しない者については、従前の兵曹上長・兵曹長は上等兵曹（じょうとう・へいそう）、従前の楽長は軍楽師（ぐんがくし）、従前の機関工上長・機関工長は機関師（きかんし）、従前の木工上長・木工長は船匠師（せんしょうし）とした。
| 判任 | 一等 | 准士官 | 准士官 |  | 上等兵曹 |  |  | 軍楽師 | 機技部准士官 |  |  | 機関師 | 上等技工 | 船匠師 |  |  |  |  |  |  |  |  |  |  |

1886年（明治19年）10月1日調べの海軍武官准士官以上名簿によると、上等兵曹は71名、軍楽師は3名、機関師は51名、船匠師は12名いた。
1886年（明治19年）10月2日勅令第64号により海軍武官官等表の改正に応じて海軍高等武官進級条例を改定し、第16条で海軍の学校卒業の者は海軍大臣が先ずこれに少尉候補生・少機関士候補生・少軍医候補生・少主計候補生を命じることにした 。
1886年（明治19年）10月9日海軍省令第117号海軍下士卒進級条例により、下士から准士官への進級に必要な実役停年や抜擢について定めた。
| 官等 | 官等 |        |          |          |        |          |          |          | 官等 | 官等 |        |          |
| 官等 | 官等 | 1876年 | 1876年   | 1876年   | 1882年 | 1882年   | 1882年   | 1884年   | 官等 | 官等 | 1886年 | 1886年   |
| ---- | ---- | ------ | -------- | -------- | ------ | -------- | -------- | -------- | ---- | ---- | ------ | -------- |
| 九等 | 判任 |        |          |          | 准士官 | 掌砲上長 | 水兵上長 | 兵曹上長 | 判任 | 一等 | 准士官 | 上等兵曹 |
| 十等 | 判任 | 準士官 | 掌砲上長 | 水兵上長 | 准士官 | 掌砲長   | 水兵長   | 兵曹長   | 判任 | 一等 | 准士官 | 上等兵曹 |

#### 明治22年7月の日本海軍
1889年（明治22年）7月23日勅令第98号により海軍武官官等表の中の判任の部を改正し、判任一等の欄・主計部下士の上に主計部准士官を加え、一等主帳の上に上等主帳（じょうとう・しゅちょう）を加えた。
| 判任 | 一等 | 准士官 | 准士官 |  | 上等兵曹 | 軍楽師 | 機技部准士官 |  |  | 機関師 | 上等技工 | 船匠師 |  |  |  |  |  | 主計部准士官 |  | 上等主帳 |

1890年（明治23年）3月22日に判任官官等俸給令を改正・追加して判任官を6等に分けるが、海軍准士官・下士の官等は判任一等より五等までとしたことに変更はない。
1890年（明治23年）3月25日に軍艦職員条例の条文を追加し、軍楽師は軍楽隊の長となり奏楽の指揮をなすを任とした。軍楽師は軍楽手以下の諸員を監督しかつその行状技倆を詳知し、楽器の取扱いを監視し、意見があればこれを分隊長に具申することができるとした。
1890年（明治23年）7月30日勅令第152号により海軍下士任用進級条例を定め、一等下士からその上級の官である准士官への進級に必要な実役停年や資格また進級候補者名簿について規定した。
1890年（明治23年）9月8日勅令206号により海軍武官官等表を改正し、軍医部下士の上欄に軍医部准士官を加え、一等看護手の上欄に上等看護手（じょうとう・かんごしゅ）を加えた。
1891年（明治24年）7月24日に高等官任命及俸給令（明治24年勅令第82号）を定めて従前の高等官官等俸給令（明治19年勅令第6号）を廃止し、また判任官俸給令（明治24年勅令第83号）を定め判任官官等俸給令（明治19年勅令第36号）を廃止して、文武官の官等を廃止した 。

#### 明治24年8月の日本海軍
1891年（明治24年）8月26日に「海軍武官官階表」（明治24年勅令第157号）を施行した 。
海軍武官官階表（明治24年勅令第157号）の制定により、海軍上等技工を廃官にすることになったため、その職務を武官ではなく技術官の海軍技手を以って充てることにした。
| 准士官 | 准士官 | 上等兵曹 |  | 軍楽師 | 機技部准士官 | 機技部准士官 | 機関師 | 船匠師 |  | 軍医部准士官 | 軍医部准士官 | 上等看護手 | 上等看護手 | 主計部准士官 | 主計部准士官 | 上等主帳 |

1891年（明治24年）11月14日に文武高等官官職等級表（明治24年勅令第215号）を定めて高等官の官職を10等の等級に分け、奏任は四等から十等までとしたた。
1891年（明治24年）12月28日に文武判任官等級表（明治24年勅令第249号）を定めて判任官を5等の等級に分け一等から五等までとした。
| 一等 | 海軍准士官 |

1892年（明治25年）11月12日に高等官官等俸給令（明治25年勅令第96号）で再び高等官の官等を定めて、従前の高等官任命及俸給令（明治24年勅令第82号）及び文武高等官官職等級表（明治24年勅令第215号）を廃止した。
親任式を以って任ずる官を除き他の高等官を9等に分け、三等官から九等官までを奏任官とした。
1894年（明治27年）4月12日勅令第43号により文武判任官等級表を改正した。
| 一等 | 海軍上等兵曹 |  | 海軍軍楽師 | 海軍機関師 | 海軍船匠師 |  | 海軍上等看護手 | 海軍上等主帳 |

#### 明治29年4月1日の日本海軍
1896年（明治29年）4月1日に施行した明治29年勅令第39号により海軍武官官階表を改正し、勅令の附則により従来の機関師は上等機関兵曹（じょうとう・きかん・へいそう）に、上等看護手は看護師（かんごし）に、上等主帳は上等筆記（じょうとう・ひっき）に各辞令書を用いずに任ぜられたものとした。
これに伴い、文武判任官等級表も改正した。
| 准士官 | 上等兵曹 | 上等兵曹 | 船匠師 | 軍楽師 | 上等機関兵曹 | 上等機関兵曹 | 看護師 | 看護師 | 上等筆記 | 上等筆記 |  |  |  |

1896年（明治29年）9月5日勅令第301号により海軍准士官下士任用進級条例を定め、准士官に任用する下士の資格や進級に必要な実役停年また抜擢について規定した。

#### 明治30年12月1日の日本海軍
1897年（明治30年）12月1日に明治30年勅令第310号を施行して海軍武官官階表を改正して、下士卒出身者を予定した「士官」として兵曹長・軍楽長（ぐんがくちょう）・船匠長（せんしょうちょう）・機関兵曹長（きかん・へいそうちょう）・看護長（かんごちょう）・筆記長（ひっきちょう）を置き、准士官の欄の上等兵曹の次に上等信号兵曹（じょうとう・しんごう・へいそう）を加えた 。
このとき高等官官等俸給令の中の文武高等官官等表を改正し、海軍省の欄の「海軍大佐並相当官」の下の「同上」を「海軍中佐同相当官」に、「海軍大尉並相当官」の下の「同上」を「海軍中尉同相当官」に、「並相当官」を「同相当官」に改めた。
また、文武判任官等級表も改正している。
明治30年勅令第313号により海軍高等武官進級条令を改正し、兵曹長及び機関兵曹長は特選により中尉及び中機関士に進級させることができるとした。
明治30年勅令第314号海軍高等武官補充条例を定め、この条例で兵曹長相当官と称するのは軍楽長・船匠長・機関兵曹長・看護長及び筆記長を言い、海軍兵曹長及びその相当官は現役准士官中技量抜群であって実役停年6箇年を超えた者より選抜任用するとした。
| 士官   | 少尉 | 兵曹長   | 兵曹長       | 軍楽長 | 船匠長 | 少機関士 | 機関兵曹長   | 機関兵曹長   | 少軍医 | 少薬剤士 | 看護長 | 少主計 | 筆記長   | 筆記長   | 造船少技士 | 造兵少技士 | 水路少技士 |
| 准士官 |      | 上等兵曹 | 上等信号兵曹 | 軍楽師 | 船匠師 |          | 上等機関兵曹 | 上等機関兵曹 |        |          | 看護師 |        | 上等筆記 | 上等筆記 |            |            |            |

| 官等＼官庁 | 官等＼官庁 | 海軍省           |
| ---------- | ---------- | ---------------- |
| 勅任       | 親任       | 海軍大将         |
| 勅任       | 一等       | 海軍中将         |
| 勅任       | 二等       | 海軍少将同相当官 |
| 奏任       | 三等       | 海軍大佐同相当官 |
| 奏任       | 四等       | 海軍中佐同相当官 |
| 奏任       | 五等       | 海軍少佐同相当官 |
| 奏任       | 六等       | 海軍大尉同相当官 |
| 奏任       | 七等       | 海軍中尉同相当官 |
| 奏任       | 八等       | 海軍少尉同相当官 |
| 奏任       | 九等       |                  |

1899年（明治32年）4月1日より海軍准士官の分限に関して、海軍将校分限令を準用することになる。
1900年（明治33年）6月20日から1901年（明治34年）9月7日にかけて義和団の乱があった。
1904年（明治37年）2月から1905年（明治38年）9月にかけて日露戦争があった。
1904年（明治37年）6月28日勅令第180号により海軍武官官階表を改正して、水路中監の次に海軍予備中佐以下を追加し 、明治37年勅令第181号により文武判任官等級表を改正して、海軍一等鍛冶手の項を削り海軍一等厨宰の項の次に海軍予備上等兵曹以下及び海軍予備上等機関兵曹以下を追加した。
| 士官   | 予備少尉 | 予備兵曹長   | 予備少機関士 | 予備機関兵曹長   |
| 准士官 |          | 予備上等兵曹 |              | 予備上等機関兵曹 |

| 一等 | 海軍予備上等兵曹 | 海軍予備上等機関兵曹 |

1910年（明治43年）6月1日に明治43年勅令第241号を施行して海軍武官官階表を改正し、上等信号兵曹及び一・二・三等信号兵曹を削除し、附則により信号兵曹である者は辞令書を用いずに同等級の兵曹に任ぜられたものとした 。
1910年（明治43年）6月17日に文武判任官等級令（明治43年勅令第267号）を定めて文武判任官等級表を廃止して、判任官の等級を4等に分けて一等から四等までとした。
|      | 海軍准士官及び下士     | 海軍准士官及び下士         |
| ---- | ---------------------- | -------------------------- |
| 一等 | 海軍上等兵曹及び相当官 | 海軍予備上等兵曹及び相当官 |

1914年（大正3年）7月28日から第一次世界大戦が始まる。

#### 大正4年12月15日の日本海軍
1915年（大正4年）12月15日に大正4年勅令第216号を施行して海軍武官官階表を改正し兵曹長同相当官の総合的名称として特務士官という名称を設けた  。また、機関兵曹の位置を兵曹の次に移動した。
このとき高等官官等俸給令の別表・第一表（文武高等官官等表）の海軍省の部を改正している。
また文武判任官等級令の別表の海軍准士官及び下士の欄を改正している。
|                                    | 特務士官・准士官・下士             | 特務士官・准士官・下士             | 特務士官・准士官・下士             | 特務士官・准士官・下士 | 特務士官・准士官・下士 | 特務士官・准士官・下士 | 特務士官・准士官・下士 | 特務士官・准士官・下士 | 特務士官・准士官・下士 | 予備員       | 予備員         | 予備員             | 予備員               |
| 予備特務士官・予備准士官・予備下士 | 予備特務士官・予備准士官・予備下士 | 予備特務士官・予備准士官・予備下士 | 予備特務士官・予備准士官・予備下士 | 特務士官・准士官・下士 | 特務士官・准士官・下士 | 特務士官・准士官・下士 | 特務士官・准士官・下士 | 特務士官・准士官・下士 | 特務士官・准士官・下士 |              |                |                    |                      |
| ---------------------------------- | ---------------------------------- | ---------------------------------- | ---------------------------------- | ---------------------- | ---------------------- | ---------------------- | ---------------------- | ---------------------- | ---------------------- | ------------ | -------------- | ------------------ | -------------------- |
| 士官                               |                                    |                                    |                                    |                        |                        |                        |                        |                        |                        |              |                |                    |                      |
| 特務士官                           | 特務士官                           | 海軍兵曹長                         | 海軍機関兵曹長                     | 海軍軍楽長             | 海軍船匠長             | 海軍看護長             | 筆記長                 | 筆記長                 | 予備特務士官           | 予備特務士官 | 海軍予備兵曹長 | 海軍予備機関兵曹長 |                      |
|                                    | 准士官                             | 准士官                             | 海軍上等兵曹                       | 海軍上等機関兵曹       | 海軍軍楽師             | 海軍船匠師             | 海軍看護師             | 海軍上等筆記           | 海軍上等筆記           | 予備准士官   | 予備准士官     | 海軍予備上等兵曹   | 海軍予備上等機関兵曹 |

| 官庁 ＼ 官等 | 官庁 ＼ 官等 | 海軍省   | 海軍省       | 海軍省         | 海軍省     | 海軍省         | 海軍省           | 海軍省       | 海軍省           | 海軍省         | 海軍省             |
| ------------ | ------------ | -------- | ------------ | -------------- | ---------- | -------------- | ---------------- | ------------ | ---------------- | -------------- | ------------------ |
| 奏任         | 八等         | 海軍少尉 | 海軍機関少尉 | 海軍少尉相当官 | 海軍兵曹長 | 海軍機関兵曹長 | 海軍兵曹長相当官 | 海軍予備少尉 | 海軍予備機関少尉 | 海軍予備兵曹長 | 海軍予備機関兵曹長 |
| 奏任         | 九等         |          |              |                |            |                |                  |              |                  |                |                    |

|      | 海軍准士官及び下士 | 海軍准士官及び下士 | 海軍准士官及び下士 | 海軍准士官及び下士 | 海軍准士官及び下士   |
| ---- | ------------------ | ------------------ | ------------------ | ------------------ | -------------------- |
| 一等 | 海軍上等兵曹       | 海軍上等機関兵曹   | 海軍上等兵曹相当官 | 海軍予備上等兵曹   | 海軍予備上等機関兵曹 |

1918年（大正7年）11月11日に第一次世界大戦が終わる。

#### 大正9年4月1日の日本海軍
1920年（大正9年）4月1日に大正9年勅令第10号を施行して海軍武官官階表を改定し、附則により現に海軍兵曹長である者は海軍特務少尉に、海軍機関兵曹長である者は海軍機関特務少尉に、海軍軍楽長である者は海軍軍楽特務少尉に、海軍船匠長である者は海軍船匠特務少尉に、海軍看護長である者は海軍看護特務少尉に、海軍筆記長である者は海軍主計特務少尉に、海軍予備兵曹長である者は海軍予備特務少尉に、海軍予備機関兵曹長であるものは海軍予備機関特務少尉に別に辞令書を用いずに任ぜられたものとし、従前の法令の中の特務士官の各官に関する規定はその種別に従い各科特務少尉に、准士官の各官に関する規定はその種別に従い各科准士官にこれを適用するとした 。
この改定により、将官・佐官・尉官を総称して士官と言い、予備佐官・予備尉官を総称して予備士官と言うことになった。
このとき高等官官等俸給令の別表・第一表（文武高等官官等表）の海軍省の部を改正している。
また文武判任官等級令の別表の海軍准士官及び下士の欄を改正している。
海軍武官進級令を定めて、海軍高等武官進級条例及び海軍准士官下士任用進級条例を廃止した。
海軍高等武官任用令の題名を海軍武官任用令に改め、海軍武官官階表の改正に応じて改正し、特務大尉・機関特務大尉及び主計特務大尉は特選により各少佐・機関少佐及び主計少佐に任用することができるとした。
このときの諸法令の改正で「士官以上」を「士官」に改めた 。
| 特務士官・准士官・下士官 | 特務士官・准士官・下士官 | 特務士官・准士官・下士官 | 特務士官・准士官・下士官 | 特務士官・准士官・下士官 | 特務士官・准士官・下士官 | 特務士官・准士官・下士官 | 特務士官・准士官・下士官 | 予備員                               | 予備員                               | 予備員                               | 予備員                               |
| 特務士官・准士官・下士官 | 特務士官・准士官・下士官 | 特務士官・准士官・下士官 | 特務士官・准士官・下士官 | 特務士官・准士官・下士官 | 特務士官・准士官・下士官 | 特務士官・准士官・下士官 | 特務士官・准士官・下士官 | 予備特務士官・予備准士官・予備下士官 | 予備特務士官・予備准士官・予備下士官 | 予備特務士官・予備准士官・予備下士官 | 予備特務士官・予備准士官・予備下士官 |
| ------------------------ | ------------------------ | ------------------------ | ------------------------ | ------------------------ | ------------------------ | ------------------------ | ------------------------ | ------------------------------------ | ------------------------------------ | ------------------------------------ | ------------------------------------ |
|                          |                          | 兵科                     | 機関科                   | 軍楽科                   | 船匠科                   | 看護科                   | 主計科                   |                                      |                                      | 兵科                                 | 機関科                               |
|                          |                          |                          |                          |                          |                          |                          |                          |                                      |                                      |                                      |                                      |
| 特務士官                 | 特務士官                 | 海軍特務大尉             | 海軍機関特務大尉         | 海軍軍楽特務大尉         | 海軍船匠特務大尉         | 海軍看護特務大尉         | 海軍主計特務大尉         |                                      |                                      |                                      |                                      |
| 特務士官                 | 特務士官                 | 海軍特務中尉             | 海軍機関特務中尉         | 海軍軍楽特務中尉         | 海軍船匠特務中尉         | 海軍看護特務中尉         | 海軍主計特務中尉         |                                      |                                      |                                      |                                      |
| 特務士官                 | 特務士官                 | 海軍特務少尉             | 海軍機関特務少尉         | 海軍軍楽特務少尉         | 海軍船匠特務少尉         | 海軍看護特務少尉         | 海軍主計特務少尉         | 予備特務士官                         | 予備特務士官                         | 海軍予備特務少尉                     | 海軍予備機関特務少尉                 |
| 准士官                   | 准士官                   | 海軍兵曹長               | 海軍機関兵曹長           | 海軍軍楽兵曹長           | 海軍船匠兵曹長           | 海軍看護兵曹長           | 海軍主計兵曹長           | 予備准士官                           | 予備准士官                           | 海軍予備兵曹長                       | 海軍予備機関兵曹長                   |

| 奏任 | 六等 | 海軍各科大尉 | 海軍各科特務大尉 | 海軍予備大尉 | 海軍予備機関大尉 |                  |                      |
| 奏任 | 七等 | 海軍各科中尉 | 海軍各科特務中尉 | 海軍予備中尉 | 海軍予備機関中尉 |                  |                      |
| 奏任 | 八等 | 海軍各科少尉 | 海軍各科特務少尉 | 海軍予備少尉 | 海軍予備機関少尉 | 海軍予備特務少尉 | 海軍予備機関特務少尉 |
| 奏任 | 九等 |              |                  |              |                  |                  |                      |

| 一等 | 海軍准士官 | 海軍予備准士官 |

1930年（昭和5年）1月10日に昭和4年勅令386号を施行して海軍武官官階表を改正し、特務士官・准士官の欄の兵科の項の次に航空科を加え、予備特務士官・予備准士官の欄の兵科の項の次に航空科を加え、附則により海軍航空隊に於いて航空術を修めその特修兵となっている者であって、改正勅令施行の際、現に附則の表の上欄に掲げる官に在る者は別に辞令書を用いずに各その相当の下欄に掲げる官に任ぜられたものとした。
|          |          | 兵科         | 航空科           |
|          |          |              |                  |
| 特務士官 | 特務士官 | 海軍特務大尉 | 海軍航空特務大尉 |
| 特務士官 | 特務士官 | 海軍特務中尉 | 海軍航空特務中尉 |
| 特務士官 | 特務士官 | 海軍特務少尉 | 海軍航空特務少尉 |
| 准士官   | 准士官   | 海軍兵曹長   | 海軍航空兵曹長   |

| 予備員                               | 予備員                               | 予備員                               | 予備員                               |
| 予備特務士官・予備准士官・予備下士官 | 予備特務士官・予備准士官・予備下士官 | 予備特務士官・予備准士官・予備下士官 | 予備特務士官・予備准士官・予備下士官 |
| ------------------------------------ | ------------------------------------ | ------------------------------------ | ------------------------------------ |
|                                      |                                      | 兵科                                 | 航空科                               |
|                                      |                                      |                                      |                                      |
| 予備特務士官                         | 予備特務士官                         | 海軍予備特務少尉                     | 海軍予備航空特務少尉                 |
| 予備准士官                           | 予備准士官                           | 海軍予備兵曹長                       | 海軍予備航空兵曹長                   |

| 海軍特務大尉     | 海軍特務中尉     | 海軍特務少尉     | 海軍兵曹長     |
| 海軍航空特務大尉 | 海軍航空特務中尉 | 海軍航空特務少尉 | 海軍航空兵曹長 |

1930年（昭和5年）12月1日に昭和5年勅令第227号を施行して海軍武官官階表を改正し、船匠科の項を削り、附則によりが改正勅令施行の際、現に附則の表の上欄に掲げる官に在る者は別に辞令書を用いずに各その相当の下欄に掲げる官に任ぜられたものとした。
| 海軍船匠特務大尉 | 海軍船匠特務中尉 | 海軍船匠特務少尉 | 海軍船匠兵曹長 |
| 海軍機関特務大尉 | 海軍機関特務中尉 | 海軍機関特務少尉 | 海軍機関兵曹長 |

1932年（昭和7年）1月から3月にかけて第一次上海事変があった。
1934年（昭和9年）4月1日に昭和9年勅令第66号を施行して海軍武官官階表を改正し、航空科の次に整備科を加え、附則により海軍航空隊に於いて整備術を修めその特修兵となっている者であって改正勅令施行の際に現に附則第3項の表の上欄に掲げる官に在る者は別に辞令書を用いずにその相当の下欄に掲げる官に任ぜられたものとした。
航空科と整備科の区別としては、航空科は「飛行業務を本務とする者、航空兵器（飛行機搭載兵器）の地上整備を本務とする者及び飛行機の地上整備を本務とする者（整備科）の補助者」の3種類が、整備科は「飛行機その他の地上整備を本務とする者」が科別・兵種の区分として考えられていた。
|          |          | 航空科           | 整備科           |
|          |          |                  |                  |
| 特務士官 | 特務士官 | 海軍航空特務大尉 | 海軍整備特務大尉 |
| 特務士官 | 特務士官 | 海軍航空特務中尉 | 海軍整備特務中尉 |
| 特務士官 | 特務士官 | 海軍航空特務少尉 | 海軍整備特務少尉 |
| 准士官   | 准士官   | 海軍航空兵曹長   | 海軍整備兵曹長   |

| 海軍特務中尉     | 海軍機関特務中尉 | 海軍特務少尉     | 海軍機関特務少尉 | 海軍兵曹長     | 海軍機関兵曹長 |
| 海軍整備特務中尉 | 海軍整備特務中尉 | 海軍整備特務少尉 | 海軍整備特務少尉 | 海軍整備兵曹長 | 海軍整備兵曹長 |

1937年（昭和12年）7月から支那事変、8月から第二次上海事変があり日中戦争が始る。
1938年（昭和13年）4月1日より昭和13年勅令143号の予備員に関する規定を、1938年（昭和13年）12月1日よりその他の規定を施行して海軍武官官階表を改正し、特務士官以下の機関科の次に工作科を加え、予備特務士官を廃止し、附則により海軍の学校に於いて工術を修めその特修兵となっている者又は海軍大臣の特に定める者であって1938年（昭和13年）12月1日に於いて現に附則第2項の表の上欄に掲げる官に在る者は別に辞令書を用いずにその相当の下欄に掲げる官に任ぜられたものとし、1938年（昭和13年）4月1日に於いて現に海軍予備特務少尉である者は海軍予備少尉に、海軍予備機関特務少尉である者は海軍予備機関少尉に別に辞令書を用いずに任ぜられたものとした。
また、高等官官等俸給令を改正し別表第一表（文武高等官官等表）から海軍予備特務少尉・海軍予備機関特務少尉を削る。
| 特務士官・准士官・下士官 | 特務士官・准士官・下士官 | 特務士官・准士官・下士官 | 特務士官・准士官・下士官 |
| ------------------------ | ------------------------ | ------------------------ | ------------------------ |
|                          |                          | 機関科                   | 工作科                   |
|                          |                          |                          |                          |
| 特務士官                 | 特務士官                 | 海軍機関特務大尉         | 海軍工作特務大尉         |
| 特務士官                 | 特務士官                 | 海軍機関特務中尉         | 海軍工作特務中尉         |
| 特務士官                 | 特務士官                 | 海軍機関特務少尉         | 海軍工作特務少尉         |
| 准士官                   | 准士官                   | 海軍機関兵曹長           | 海軍工作兵曹長           |

| 予備員                 | 予備員                 | 予備員                 | 予備員                 | 予備員                 | 予備員                 |
| 予備准士官・予備下士官 | 予備准士官・予備下士官 | 予備准士官・予備下士官 | 予備准士官・予備下士官 | 予備准士官・予備下士官 | 予備准士官・予備下士官 |
| ---------------------- | ---------------------- | ---------------------- | ---------------------- | ---------------------- | ---------------------- |
|                        |                        | 兵科                   | 航空科                 | 機関科                 | 工作科                 |
|                        |                        |                        |                        |                        |                        |
| 予備准士官             | 予備准士官             | 海軍予備兵曹長         | 海軍予備航空兵曹長     | 海軍予備機関兵曹長     | 海軍予備工作兵曹長     |

| 海軍機関特務大尉 | 海軍機関特務中尉 | 海軍機関特務少尉 | 海軍機関兵曹長 |
| 海軍工作特務大尉 | 海軍工作特務中尉 | 海軍工作特務少尉 | 海軍工作兵曹長 |

1939年（昭和14年）8月18日勅令第592号により海軍武官官階表を改正し、予備准士官以下に航空科の次に整備科を設けた。
| 予備員                 | 予備員                 | 予備員                 | 予備員                 |
| 予備准士官・予備下士官 | 予備准士官・予備下士官 | 予備准士官・予備下士官 | 予備准士官・予備下士官 |
| ---------------------- | ---------------------- | ---------------------- | ---------------------- |
|                        |                        | 航空科                 | 整備科                 |
|                        |                        |                        |                        |
| 予備准士官             | 予備准士官             | 海軍予備航空兵曹長     | 海軍予備整備兵曹長     |

1941年（昭和16年）6月1日に昭和16年勅令第624号を施行して海軍武官官階表を改正し、航空科を飛行科に改めて海軍航空特務大尉以下を海軍飛行特務大尉以下に改め、海軍予備航空兵曹長以下を海軍予備飛行兵曹長以下に改め、附則により海軍練習航空隊に於いて航空術を修めその特修兵となった者、甲種もしくは乙種の飛行予科練習生の教程を卒業した者卒業した者または甲種飛行予科練習生の教程履修中の者であって、改正勅令施行の際現に附則第2項の表の上欄に掲げる官に在る者は別に辞令を用いずに各その相当の下欄に掲げる官に任ぜられたものとし、その他の者であって改正勅令施行の際現に附則第3項の表の上欄に掲げる官に在る者は別に辞令を用いずにその相当の下欄に掲げる官に任ぜられたものとした 。
| 特務士官・准士官・下士官 | 特務士官・准士官・下士官 | 特務士官・准士官・下士官 |
| ------------------------ | ------------------------ | ------------------------ |
|                          |                          | 飛行科                   |
|                          |                          |                          |
| 特務士官                 | 特務士官                 | 海軍飛行特務大尉         |
| 特務士官                 | 特務士官                 | 海軍飛行特務中尉         |
| 特務士官                 | 特務士官                 | 海軍飛行特務少尉         |
| 准士官                   | 准士官                   | 海軍飛行兵曹長           |

| 予備員                 | 予備員                 | 予備員                 |
| 予備准士官・予備下士官 | 予備准士官・予備下士官 | 予備准士官・予備下士官 |
| ---------------------- | ---------------------- | ---------------------- |
|                        |                        | 飛行科                 |
|                        |                        |                        |
| 予備准士官             | 予備准士官             | 海軍予備飛行兵曹長     |

| 海軍航空特務大尉 | 海軍航空特務中尉 | 海軍航空特務少尉 | 海軍航空兵曹長 |
| 海軍飛行特務大尉 | 海軍飛行特務中尉 | 海軍飛行特務少尉 | 海軍飛行兵曹長 |

| 海軍航空特務大尉 | 海軍航空特務中尉 | 海軍航空特務少尉 | 海軍航空兵曹長 |
| 海軍整備特務大尉 | 海軍整備特務中尉 | 海軍整備特務少尉 | 海軍整備兵曹長 |

1941年（昭和16年）12月のマレー作戦から対英米戦争（太平洋戦争・大東亜戦争）が始る。

#### 昭和17年の日本海軍
1942年（昭和17年）11月1日に昭和17年勅令第610号を施行して海軍武官官階表を改正し、機関科を廃止して兵科に併せ、技術科を新設し、特務士官の官名を尉官と同一にし、看護科の官名の看護を衛生に改める等の改正を実施し、附則により改正勅令施行の際現に附則第2項の表の上欄に掲げる官に在る者は別に辞令を用いずに各その相当の下欄に掲げる官に任ぜられたものとし、従前の法令の中で附則第2項の表の上欄に掲げる官に関する規定は各その相当の下欄に掲げる官にこれを適用し、従前の法令の中で附則第3項の表の上欄に掲げる者に関する規定は各その相当の下欄に掲げる者にこれを適用するとした。
このとき海軍武官任用令を改正し、軍楽少佐及び衛生少佐の特選に関する規定を設けて、特務士官である各科大尉は特選により当該科の少佐にこれを任用することができるとした。
このとき高等官官等俸給令を改正して別表第1の海軍省の部の「海軍各科特務大尉」、「海軍各科特務中尉」及び「海軍各科特務少尉」を夫々「（特務士官たるものを含む）」に改めた。
| 特務士官・准士官・下士官 | 特務士官・准士官・下士官 | 特務士官・准士官・下士官 | 特務士官・准士官・下士官 | 特務士官・准士官・下士官 | 特務士官・准士官・下士官 | 特務士官・准士官・下士官 | 特務士官・准士官・下士官 | 特務士官・准士官・下士官 | 特務士官・准士官・下士官 | 特務士官・准士官・下士官 | 備考 必要に応じ海軍兵曹長以下を水兵科准士官下士官、海軍飛行兵曹長以下を飛行科准士官下士官、海軍整備兵曹長以下を整備科准士官下士官、海軍機関兵曹長以下を機関科准士官下士官、海軍工作兵曹長以下を工作科准士官下士官と称することができる | 予備員                 | 予備員         | 予備員             | 予備員             | 予備員             | 予備員             | 予備員 | 備考 必要に応じ海軍予備兵曹長以下を水兵科予備准士官予備下士官、海軍予備飛行兵曹長以下を飛行科予備准士官予備下士官、海軍予備整備兵曹長以下を整備科予備准士官予備下士官、海軍予備機関兵曹長以下を機関科予備准士官予備下士官、海軍予備工作兵曹長以下を工作科予備准士官予備下士官と称することができる |
| 特務士官・准士官・下士官 | 特務士官・准士官・下士官 | 特務士官・准士官・下士官 | 特務士官・准士官・下士官 | 特務士官・准士官・下士官 | 特務士官・准士官・下士官 | 特務士官・准士官・下士官 | 特務士官・准士官・下士官 | 特務士官・准士官・下士官 | 特務士官・准士官・下士官 | 特務士官・准士官・下士官 | 備考 必要に応じ海軍兵曹長以下を水兵科准士官下士官、海軍飛行兵曹長以下を飛行科准士官下士官、海軍整備兵曹長以下を整備科准士官下士官、海軍機関兵曹長以下を機関科准士官下士官、海軍工作兵曹長以下を工作科准士官下士官と称することができる | 予備准士官・予備下士官 |                |                    |                    |                    |                    |        | 備考 必要に応じ海軍予備兵曹長以下を水兵科予備准士官予備下士官、海軍予備飛行兵曹長以下を飛行科予備准士官予備下士官、海軍予備整備兵曹長以下を整備科予備准士官予備下士官、海軍予備機関兵曹長以下を機関科予備准士官予備下士官、海軍予備工作兵曹長以下を工作科予備准士官予備下士官と称することができる |
|                          |                          | 兵科                     | 兵科                     | 兵科                     | 兵科                     | 兵科                     | 軍楽科                   | 看護科                   | 主計科                   | 技術科                   | 備考 必要に応じ海軍兵曹長以下を水兵科准士官下士官、海軍飛行兵曹長以下を飛行科准士官下士官、海軍整備兵曹長以下を整備科准士官下士官、海軍機関兵曹長以下を機関科准士官下士官、海軍工作兵曹長以下を工作科准士官下士官と称することができる |                        |                | 兵科               | 兵科               | 兵科               | 兵科               | 兵科   | 備考 必要に応じ海軍予備兵曹長以下を水兵科予備准士官予備下士官、海軍予備飛行兵曹長以下を飛行科予備准士官予備下士官、海軍予備整備兵曹長以下を整備科予備准士官予備下士官、海軍予備機関兵曹長以下を機関科予備准士官予備下士官、海軍予備工作兵曹長以下を工作科予備准士官予備下士官と称することができる |
|                          |                          |                          |                          |                          |                          |                          |                          |                          |                          |                          | |                        |                |                    |                    |                    |                    |        | 備考 必要に応じ海軍予備兵曹長以下を水兵科予備准士官予備下士官、海軍予備飛行兵曹長以下を飛行科予備准士官予備下士官、海軍予備整備兵曹長以下を整備科予備准士官予備下士官、海軍予備機関兵曹長以下を機関科予備准士官予備下士官、海軍予備工作兵曹長以下を工作科予備准士官予備下士官と称することができる |
| 特務士官                 | 特務士官                 | 海軍大尉                 | 海軍大尉                 | 海軍大尉                 | 海軍大尉                 | 海軍大尉                 | 海軍軍楽大尉             | 海軍衛生大尉             | 海軍主計大尉             | 海軍技術大尉             | |                        |                |                    |                    |                    |                    |        | 備考 必要に応じ海軍予備兵曹長以下を水兵科予備准士官予備下士官、海軍予備飛行兵曹長以下を飛行科予備准士官予備下士官、海軍予備整備兵曹長以下を整備科予備准士官予備下士官、海軍予備機関兵曹長以下を機関科予備准士官予備下士官、海軍予備工作兵曹長以下を工作科予備准士官予備下士官と称することができる |
| 特務士官                 | 特務士官                 | 海軍中尉                 | 海軍中尉                 | 海軍中尉                 | 海軍中尉                 | 海軍中尉                 | 海軍軍楽中尉             | 海軍衛生中尉             | 海軍主計中尉             | 海軍技術中尉             | |                        |                |                    |                    |                    |                    |        | 備考 必要に応じ海軍予備兵曹長以下を水兵科予備准士官予備下士官、海軍予備飛行兵曹長以下を飛行科予備准士官予備下士官、海軍予備整備兵曹長以下を整備科予備准士官予備下士官、海軍予備機関兵曹長以下を機関科予備准士官予備下士官、海軍予備工作兵曹長以下を工作科予備准士官予備下士官と称することができる |
| 特務士官                 | 特務士官                 | 海軍少尉                 | 海軍少尉                 | 海軍少尉                 | 海軍少尉                 | 海軍少尉                 | 海軍軍楽少尉             | 海軍衛生少尉             | 海軍主計少尉             | 海軍技術少尉             | |                        |                |                    |                    |                    |                    |        | 備考 必要に応じ海軍予備兵曹長以下を水兵科予備准士官予備下士官、海軍予備飛行兵曹長以下を飛行科予備准士官予備下士官、海軍予備整備兵曹長以下を整備科予備准士官予備下士官、海軍予備機関兵曹長以下を機関科予備准士官予備下士官、海軍予備工作兵曹長以下を工作科予備准士官予備下士官と称することができる |
| 准士官                   | 准士官                   | 海軍兵曹長               | 海軍飛行兵曹長           | 海軍整備兵曹長           | 海軍機関兵曹長           | 海軍工作兵曹長           | 海軍軍楽兵曹長           | 海軍衛生兵曹長           | 海軍主計兵曹長           | 海軍技術兵曹長           | 予備准士官 | 予備准士官             | 海軍予備兵曹長 | 海軍予備飛行兵曹長 | 海軍予備整備兵曹長 | 海軍予備機関兵曹長 | 海軍予備工作兵曹長 |        | 備考 必要に応じ海軍予備兵曹長以下を水兵科予備准士官予備下士官、海軍予備飛行兵曹長以下を飛行科予備准士官予備下士官、海軍予備整備兵曹長以下を整備科予備准士官予備下士官、海軍予備機関兵曹長以下を機関科予備准士官予備下士官、海軍予備工作兵曹長以下を工作科予備准士官予備下士官と称することができる |

| 海軍特務大（中、少）尉                  | 海軍飛行特務大（中、少）尉              | 海軍整備特務大（中、少）尉              | 海軍機関特務大（中、少）尉              | 海軍工作特務大（中、少）尉              | 海軍軍楽特務大（中、少）尉 | 海軍看護特務大（中、少）尉 | 海軍主計特務大（中、少）尉                  | 海軍看護兵曹長 |
| 海軍大（中、少）尉 （特務士官である者） | 海軍大（中、少）尉 （特務士官である者） | 海軍大（中、少）尉 （特務士官である者） | 海軍大（中、少）尉 （特務士官である者） | 海軍大（中、少）尉 （特務士官である者） | 海軍軍楽大（中、少）尉     | 海軍衛生大（中、少）尉     | 海軍主計大（中、少）尉 （特務士官である者） | 海軍衛生兵曹長 |

| 飛行科特務士官 | 整備科特務士官 | 機関科特務士官 | 工作科特務士官 |
| 兵科特務士官   |                |                |                |

1943年（昭和18年）7月1日勅令第560号により海軍武官官階表等を改正し、予備員の官名から予備の名称を削り、附則により改正勅令施行の際現に附則第2項の表の上欄に掲げる官に在る者は別に辞令を用いずに予備員である各その相当の下欄に掲げる官に任ぜられたものとし、従前の法令の中で附則第2項の表の上欄に掲げる官に関する規定は予備員である各その相当の下欄に掲げる官にこれを適用した。
| 予備員                 | 予備員     | 予備員     | 予備員         | 予備員         | 予備員         | 予備員         | 備考 必要に応じ海軍兵曹長以下を水兵科予備准士官予備下士官、海軍飛行兵曹長以下を飛行科予備准士官予備下士官、海軍整備兵曹長以下を整備科予備准士官予備下士官、海軍機関兵曹長以下を機関科予備准士官予備下士官、海軍工作兵曹長以下を工作科予備准士官予備下士官と称することができる |
| 予備准士官・予備下士官 |            |            |                |                |                |                | 備考 必要に応じ海軍兵曹長以下を水兵科予備准士官予備下士官、海軍飛行兵曹長以下を飛行科予備准士官予備下士官、海軍整備兵曹長以下を整備科予備准士官予備下士官、海軍機関兵曹長以下を機関科予備准士官予備下士官、海軍工作兵曹長以下を工作科予備准士官予備下士官と称することができる |
|                        |            | 兵科       |                |                |                |                | 備考 必要に応じ海軍兵曹長以下を水兵科予備准士官予備下士官、海軍飛行兵曹長以下を飛行科予備准士官予備下士官、海軍整備兵曹長以下を整備科予備准士官予備下士官、海軍機関兵曹長以下を機関科予備准士官予備下士官、海軍工作兵曹長以下を工作科予備准士官予備下士官と称することができる |
|                        |            |            |                |                |                |                | 備考 必要に応じ海軍兵曹長以下を水兵科予備准士官予備下士官、海軍飛行兵曹長以下を飛行科予備准士官予備下士官、海軍整備兵曹長以下を整備科予備准士官予備下士官、海軍機関兵曹長以下を機関科予備准士官予備下士官、海軍工作兵曹長以下を工作科予備准士官予備下士官と称することができる |
| 予備准士官             | 予備准士官 | 海軍兵曹長 | 海軍飛行兵曹長 | 海軍整備兵曹長 | 海軍機関兵曹長 | 海軍工作兵曹長 | 備考 必要に応じ海軍兵曹長以下を水兵科予備准士官予備下士官、海軍飛行兵曹長以下を飛行科予備准士官予備下士官、海軍整備兵曹長以下を整備科予備准士官予備下士官、海軍機関兵曹長以下を機関科予備准士官予備下士官、海軍工作兵曹長以下を工作科予備准士官予備下士官と称することができる |

| 海軍予備兵曹長 | 海軍予備飛行兵曹長 | 海軍予備整備兵曹長 | 海軍予備機関兵曹長 | 海軍予備工作兵曹長 |
| 海軍兵曹長     | 海軍飛行兵曹長     | 海軍整備兵曹長     | 海軍機関兵曹長     | 海軍工作兵曹長     |

1945年（昭和20年）5月15日に昭和20年勅令第272号を施行して海軍武官官階表等を改正し、特務士官以下の技術科の次に「法務科」を加え、海軍監獄看守・海軍警査等を法務科の武官・兵に転換させた。
このとき高等官官等俸給令を改正して別表第1の海軍省の部の海軍予備大佐以下海軍予備少尉までを削り、海軍特修兵令を改正して特別技術に法務術を加え、法務術を修めた下士官兵の名称を掌法務兵とした。
| 特務士官・准士官・下士官 | 特務士官・准士官・下士官 | 特務士官・准士官・下士官 | 特務士官・准士官・下士官 |
| ------------------------ | ------------------------ | ------------------------ | ------------------------ |
|                          |                          | 技術科                   | 法務科                   |
|                          |                          |                          |                          |
| 特務士官                 | 特務士官                 | 海軍技術大尉             | 海軍法務大尉             |
| 特務士官                 | 特務士官                 | 海軍技術中尉             | 海軍法務中尉             |
| 特務士官                 | 特務士官                 | 海軍技術少尉             | 海軍法務少尉             |
| 准士官                   | 准士官                   | 海軍技術兵曹長           | 海軍法務兵曹長           |

#### 昭和21年日本海軍武官廃止
1946年（昭和21年）6月15日勅令第322号により海軍武官分限令等を廃止する勅令を定め、これにより海軍武官の官階を廃止し、ただし附則により廃止勅令施行の際現に海軍に属し復員していない者に関しては、旧令は廃止勅令施行後もその者の復員するまでなおその効力を有するとした。
1947年（昭和22年）政令第52号によりポツダム宣言の受諾に伴い発する命令に関する件に基き陸軍刑法を廃止する等を実施し、これにより海軍武官の官階は消滅し、附則により廃止政令施行の際現に陸海軍に属し復員していない者は、その者の復員するまで、従前の業務に相当する未復員者としての業務に秩序を保って従事するものとした。
| 特務士官・准士官・下士官 | 特務士官・准士官・下士官 | 特務士官・准士官・下士官 | 特務士官・准士官・下士官 | 特務士官・准士官・下士官 | 特務士官・准士官・下士官 | 特務士官・准士官・下士官 | 特務士官・准士官・下士官 | 特務士官・准士官・下士官 | 特務士官・准士官・下士官 | 特務士官・准士官・下士官 | 特務士官・准士官・下士官 | 備考 必要に応じ海軍兵曹長以下を水兵科准士官下士官、海軍飛行兵曹長以下を飛行科准士官下士官、海軍整備兵曹長以下を整備科准士官下士官、海軍機関兵曹長以下を機関科准士官下士官、海軍工作兵曹長以下を工作科准士官下士官と称することができる | 予備員                 | 予備員     | 予備員         | 予備員         | 予備員         | 予備員         | 予備員 | 備考 必要に応じ海軍兵曹長以下を水兵科予備准士官予備下士官、海軍飛行兵曹長以下を飛行科予備准士官予備下士官、海軍整備兵曹長以下を整備科予備准士官予備下士官、海軍機関兵曹長以下を機関科予備准士官予備下士官、海軍工作兵曹長以下を工作科予備准士官予備下士官と称することができる |
| 特務士官・准士官・下士官 | 特務士官・准士官・下士官 | 特務士官・准士官・下士官 | 特務士官・准士官・下士官 | 特務士官・准士官・下士官 | 特務士官・准士官・下士官 | 特務士官・准士官・下士官 | 特務士官・准士官・下士官 | 特務士官・准士官・下士官 | 特務士官・准士官・下士官 | 特務士官・准士官・下士官 | 特務士官・准士官・下士官 | 備考 必要に応じ海軍兵曹長以下を水兵科准士官下士官、海軍飛行兵曹長以下を飛行科准士官下士官、海軍整備兵曹長以下を整備科准士官下士官、海軍機関兵曹長以下を機関科准士官下士官、海軍工作兵曹長以下を工作科准士官下士官と称することができる | 予備准士官・予備下士官 |            |                |                |                |                |        | 備考 必要に応じ海軍兵曹長以下を水兵科予備准士官予備下士官、海軍飛行兵曹長以下を飛行科予備准士官予備下士官、海軍整備兵曹長以下を整備科予備准士官予備下士官、海軍機関兵曹長以下を機関科予備准士官予備下士官、海軍工作兵曹長以下を工作科予備准士官予備下士官と称することができる |
|                          |                          | 兵科                     | 兵科                     | 兵科                     | 兵科                     | 兵科                     | 軍楽科                   | 看護科                   | 主計科                   | 技術科                   | 法務科                   | 備考 必要に応じ海軍兵曹長以下を水兵科准士官下士官、海軍飛行兵曹長以下を飛行科准士官下士官、海軍整備兵曹長以下を整備科准士官下士官、海軍機関兵曹長以下を機関科准士官下士官、海軍工作兵曹長以下を工作科准士官下士官と称することができる |                        |            | 兵科           | 兵科           | 兵科           | 兵科           | 兵科   | 備考 必要に応じ海軍兵曹長以下を水兵科予備准士官予備下士官、海軍飛行兵曹長以下を飛行科予備准士官予備下士官、海軍整備兵曹長以下を整備科予備准士官予備下士官、海軍機関兵曹長以下を機関科予備准士官予備下士官、海軍工作兵曹長以下を工作科予備准士官予備下士官と称することができる |
|                          |                          |                          |                          |                          |                          |                          |                          |                          |                          |                          |                          | |                        |            |                |                |                |                |        | 備考 必要に応じ海軍兵曹長以下を水兵科予備准士官予備下士官、海軍飛行兵曹長以下を飛行科予備准士官予備下士官、海軍整備兵曹長以下を整備科予備准士官予備下士官、海軍機関兵曹長以下を機関科予備准士官予備下士官、海軍工作兵曹長以下を工作科予備准士官予備下士官と称することができる |
| 特務士官                 | 特務士官                 | 海軍大尉                 | 海軍大尉                 | 海軍大尉                 | 海軍大尉                 | 海軍大尉                 | 海軍軍楽大尉             | 海軍衛生大尉             | 海軍主計大尉             | 海軍技術大尉             | 海軍法務大尉             | |                        |            |                |                |                |                |        | 備考 必要に応じ海軍兵曹長以下を水兵科予備准士官予備下士官、海軍飛行兵曹長以下を飛行科予備准士官予備下士官、海軍整備兵曹長以下を整備科予備准士官予備下士官、海軍機関兵曹長以下を機関科予備准士官予備下士官、海軍工作兵曹長以下を工作科予備准士官予備下士官と称することができる |
| 特務士官                 | 特務士官                 | 海軍中尉                 | 海軍中尉                 | 海軍中尉                 | 海軍中尉                 | 海軍中尉                 | 海軍軍楽中尉             | 海軍衛生中尉             | 海軍主計中尉             | 海軍技術中尉             | 海軍法務中尉             | |                        |            |                |                |                |                |        | 備考 必要に応じ海軍兵曹長以下を水兵科予備准士官予備下士官、海軍飛行兵曹長以下を飛行科予備准士官予備下士官、海軍整備兵曹長以下を整備科予備准士官予備下士官、海軍機関兵曹長以下を機関科予備准士官予備下士官、海軍工作兵曹長以下を工作科予備准士官予備下士官と称することができる |
| 特務士官                 | 特務士官                 | 海軍少尉                 | 海軍少尉                 | 海軍少尉                 | 海軍少尉                 | 海軍少尉                 | 海軍軍楽少尉             | 海軍衛生少尉             | 海軍主計少尉             | 海軍技術少尉             | 海軍法務少尉             | |                        |            |                |                |                |                |        | 備考 必要に応じ海軍兵曹長以下を水兵科予備准士官予備下士官、海軍飛行兵曹長以下を飛行科予備准士官予備下士官、海軍整備兵曹長以下を整備科予備准士官予備下士官、海軍機関兵曹長以下を機関科予備准士官予備下士官、海軍工作兵曹長以下を工作科予備准士官予備下士官と称することができる |
| 准士官                   | 准士官                   | 海軍兵曹長               | 海軍飛行兵曹長           | 海軍整備兵曹長           | 海軍機関兵曹長           | 海軍工作兵曹長           | 海軍軍楽兵曹長           | 海軍衛生兵曹長           | 海軍主計兵曹長           | 海軍技術兵曹長           | 海軍法務兵曹長           | 予備准士官 | 予備准士官             | 海軍兵曹長 | 海軍飛行兵曹長 | 海軍整備兵曹長 | 海軍機関兵曹長 | 海軍工作兵曹長 |        | 備考 必要に応じ海軍兵曹長以下を水兵科予備准士官予備下士官、海軍飛行兵曹長以下を飛行科予備准士官予備下士官、海軍整備兵曹長以下を整備科予備准士官予備下士官、海軍機関兵曹長以下を機関科予備准士官予備下士官、海軍工作兵曹長以下を工作科予備准士官予備下士官と称することができる |

| [ 注 101 ] | [ 注 101 ] | 1896年 | 1896年   | 1897年   | 1915年   | 1915年   | 1920年   | 1942年 |
| ---------- | ---------- | ------ | -------- | -------- | -------- | -------- | -------- | ------ |
| 高等官     | 六等       | 士官   |          |          | 特務士官 |          | 特務大尉 | 大尉   |
| 高等官     | 七等       | 士官   |          |          | 特務士官 | 特務中尉 | 中尉     |        |
| 高等官     | 八等       | 士官   |          | 兵曹長   | 特務士官 | 兵曹長   | 特務少尉 | 少尉   |
| 高等官     | 九等       |        |          |          |          |          |          |        |
| 判任官     | 一等       | 准士官 | 上等兵曹 | 上等兵曹 | 准士官   | 上等兵曹 | 兵曹長   | 兵曹長 |

### 自衛隊
自衛隊では、当初は幹部と曹との間には准士官に相当する階級は設けられていなかったが1970年（昭和45年）5月25日に制定された「防衛庁設置法等の一部を改正する法律」（昭和45年法律第97号）により、三等陸尉・三等海尉・三等空尉（3尉）の下、一等陸曹・一等海曹・一等空曹（1曹）の上として、准陸尉・准海尉・准空尉（准尉）が新設された。当時の俸給月額は41,500円ないし87,600円である（同時期の3尉は44,100円ないし88,200円）。
陸海空3自衛隊の全てで「Warrant Officer」の英訳が当てられている。3自衛隊で共通の英訳が当てられている階級は准尉のみである。
現行制度の准尉は、「高い専門性を有する技術職配置」と「曹士最高位としての総括的配置」の2つの性格の位置付けがなされている他に長年の現場経験から幹部に準ずる指揮を行う立場として位置づけられている。海上自衛隊における准尉はすべて専門的技術職であり、幹部を補佐する准幹部として配置されているが、陸上自衛隊や航空自衛隊にあっては曹士の総括的配置と専門的技術職との両方がある。

#### 陸上自衛隊
「服務指導の分野に於いて、特に慣熟した隊務経験に基づき陸曹以下を指導する職」、「整備等の分野において、機能維持上特に慣熟した技能を必要とする職」、「教育又は訓練の分野において、特定の技能について陸曹以下を指導する職」、「司令部要員等で上記の職と同等以上の責任と経験を必要とする職」として、以下のようなポストに准陸尉が配置される。昨今では初級幹部低充足から小隊長職、業務隊班長職等の幹部配置に補職させる場合もある。
- （最）先任上級曹長・付准尉（後者は先任上級曹長が置かれない、中隊以下の小規模部隊のみ）
- 慣熟した技能を必要とし、かつ、陸曹以下を指導する職

#### 海上自衛隊
「特技職における熟練者として高度の知識及び技能並びに海曹士としての長年の経験を背景に幹部を補佐する職」、「分隊士及び別に定める係士官の職務を通じ、特技職に係る専門業務及び一般業務全般について幹部を補佐し、海曹士を総合的に指導監督する職」として、以下のようなポストに准海尉が配置される。初級幹部の配置に補職する場合もある。なお、先任伍長は海曹長（海曹長が配置されていない場合には、1等海曹）の階級にある者が補職されるため、准海尉が充てられることはない。
- 掌船務士等（艦艇乗組みの准海尉は、主としてその特技に関する専門的事項について科長を補佐する。また、分隊の准海尉として分隊長の命を受け、内務に関する事項について分隊長を補佐する[315]。）
- 海上訓練指導隊指導官（艦艇乗組み幹部及び海曹士の術科指導を実施）
- 司令部の班長等、特技職に係る専門業務及び一般業務全般について幹部を補佐し、海曹士を総合的に指導監督する職

#### 航空自衛隊
「曹士隊員の服務指導等に関し、指揮官を直接補佐する職」、「総括的業務を通じて曹士隊員の指導及び指揮官等の補佐に当たる職」、「特技に関する高度な専門的知識を持って指揮官の補佐及び曹士隊員の指導に当たる職」として、以下のようなポストに准空尉が配置される。なお、准空尉を幹部配置に補職する（された）事例はない。
- 隊総括准尉
- 准曹士先任
- 特技准尉

| 区分                  | 陸上自衛隊 | 海上自衛隊 | 航空自衛隊 |
| --------------------- | ---------- | ---------- | ---------- |
| 甲階級章              |            |            |            |
| 乙階級章 （海自は丙） |            |            |            |

## 独立階級制度型

### アメリカ軍
アメリカ軍の准士官（Warrant Officer）は、士官よりも下、下士官よりも上で、そのどちらにも属さない別個の階級であり一等から五等までの五段階に分けられており数字が大きい方が上位である。士官とも下士官とも独立した階級制度であり、本来は高度な技術を備えた専門職のための階級である。特殊な例としては、軍の内部で発生した犯罪の捜査を行うCID（犯罪捜査部）の捜査官は、将校でも下士官でもないその特性が捜査に都合がよい事もあり准士官が充てられている。アメリカ空軍の准士官は1986年に廃止された。アメリカ海軍にはWarrant Officerの階級はないがChief Warrant Officerの階級はある。
Chief Warrant Officerには給与等級 E-7（一等軍曹）、E-8（曹長）または E-9（上級曹長）に該当する階級から昇任できる。アメリカ陸軍やアメリカ海兵隊では准士官には給与等級 E-7未満に該当する階級からも昇任できる。
このように、アメリカ軍の昇任経路からみると下士官（E-7, E-8, E-9）と准士官（WO1, CW2, CW3）の階級が同等の階級として並立している。一方、待遇からみると、アメリカ軍の二等から五等准尉の給与と特権は階級によるが士官と同じである。准士官には将校の給与と同程度の給与が支払われる。しかし、アメリカ軍の給与制度は階級と勤続年数によって基本給が決まるためベテラン軍曹が新任少尉より高給であることは珍しくなく、軍歴が長く忠誠の高い者から選ばれる准士官は勤続評価が高いことが普通であり、時として将校よりも高いことすらある。一等准尉の給与は少尉よりも若干高く、二等准尉の給与は大尉／少佐とおおまかに同じ、三等准尉の給与は少佐／中佐とおおよそ同じである。
| 序列 | 階級名                      | 略語              | 陸軍                                            | 空軍 （1986年廃止）                                  | 海軍                                            | 沿岸警備隊                                             | 海兵隊                                     |
| ---- | --------------------------- | ----------------- | ----------------------------------------------- | ---------------------------------------------------- | ----------------------------------------------- | ------------------------------------------------------ | ------------------------------------------ |
| W-1  | Warrant Officer One         | WO-1 WO1（陸軍）  | U.S. Army Warrant Officer 1 Rank Insignia       | U.S. Air Force Warrant Officer 1 Rank Insignia       | U.S. Navy Warrant Officer 1 Rank Insignia       | N/A                                                    | USMC Warrant Officer 1 Rank Insignia       |
| W-2  | Chief Warrant Officer Two   | CWO-2 CW2（陸軍） | U.S. Army Chief Warrant Officer 2 Rank Insignia | U.S. Air Force Chief Warrant Officer 2 Rank Insignia | U.S. Navy Chief Warrant Officer 2 Rank Insignia | U.S. Coast Guard Chief Warrant Officer 2 Rank Insignia | USMC Chief Warrant Officer 1 Rank Insignia |
| W-3  | Chief Warrant Officer Three | CWO-3 CW3（陸軍） | U.S. Army Chief Warrant Officer 3 Rank Insignia | U.S. Air Force Chief Warrant Officer 3 Rank Insignia | U.S. Navy Chief Warrant Officer 3 Rank Insignia | U.S. Coast Guard Chief Warrant Officer 3 Rank Insignia | USMC Chief Warrant Officer 3 Rank Insignia |
| W-4  | Chief Warrant Officer Four  | CWO-4 CW4（陸軍） | U.S. Army Chief Warrant Officer 4 Rank Insignia | U.S. Air Force Chief Warrant Officer 4 Rank Insignia | U.S. Navy Chief Warrant Officer 4 Rank Insignia | U.S. Coast Guard Chief Warrant Officer 4 Rank Insignia | USMC Chief Warrant Officer 4 Rank Insignia |
| W-5  | Chief Warrant Officer Five  | CWO-5 CW5（陸軍） | U.S. Army Chief Warrant Officer 5 Rank Insignia | U.S. Air Force Chief Warrant Officer 5 Rank Insignia |                                                 | N/A                                                    | USMC Chief Warrant Officer 5 Rank Insignia |